# قائمة شخصيات مسلسل يوسف الصديق
يوسف الصديق (بالفارسية: يوسف پيامبر وتعني النبي يوسف) مسلسل تاريخي إيراني يحكي قصة النبي يوسف بن يعقوب بن إسحاق بن إبراهيم الخليل (عليهم السلام) منذ ولادته إلى لقائه بأبيه نبي الله يعقوب بعد غياب طويل.
المسلسل من 45 حلقة استغرق تصويره ثلاث سنوات تقريباً منذ 2005 إلى 2008.

## الشخصيات
إن قائمة الشخصيات التي ظهرت في المسلسل هي كما يأتي وبالتقسيمات الآتية:

## الأبطال
أن قائمة أبطال هذه المسلسل تتمثل بالشخصيات الآتية:
النبي يوسف الصديق
الممثل (مصطفى زماني ليوسف الكبير وحسين جعفري ليوسف في عمر 11 سنة وإيمان خسروي ليوسف في عمر خمس سنوات)؛ مؤدي الصوت (داني بستاني ليوسف الكبير ورانيا مروة ليوسف الصغير)
بطل المسلسل وهو الابن الثاني عشر للنبي يعقوب والحادي عشر من الذكور، وهو أكبر أبناء النبي يعقوب من زوجته راحيل. ولد في فدان أرام بأرض بابل، وكانت ولادته صعبة على أمه راحيل، فطلب والدها -لابان حاكم بابل- من إيستر «ساحرة معبد عشتار» أن تسهل بسحرها ولادة ابنته لكن النبي يعقوب رفض ذلك، وعندما ولد يوسف انتصرت دعوة أبيه يعقوب في إيمان أهالي فدان. عندما بلغ عمر النبي يوسف خمس سنوات توفي جده النبي إسحاق، فانتقل مع والده إلى أرض كنعان، حيث دُفِنَ جده، وفي طريق الرحلة، تيتم يوسف وفقد والدته بعد أن أنجبت شقيقه الأصغر بنيامين. ونتيجة ليتمه، أولى والده رعاية خاصة له ولشقيقه بنيامين، لكن هذا أثار حفيظة أخوته العشرة الأكبر منه وحسدوه على ذلك، كما إن عمته فائقة أهتمت به لذات السبب، وبالإضافة إلى رؤيا يوسف لرؤى تدل على خلافته لأبيه، منها سجودهم مع والديهم له، كل هذه الأسباب جعلت إخوته يفكرون في قتله ليخلوا لهم وجه أبيهم، ويحبهم أكثر، ويخلفوه في النبوة.
وبعد أن أقام يوسف ست سنوات في كنعان، أخذه أخوته إلى الصحراء -حيث يرعون الأغنام- وقاموا بضربه ضرباً مبرحاً وأثخنوا جسمه بالجراحات، وكاد أخيه يهوذا أن يقتله لولا تدخل أخوه الأكبر لاوي ومنعه من ذلك، فاتفقوا على أن يلقوه في بئر ماء مالحة؛ لكي لا يشرب منها أحد، ولا يعود إلى أبيه. ثم زعموا لأبيهم يعقوب إن يوسف أكله الذئب، بعد أن أخذوا قميصه ولطخوه بدم ماعز. وبعد بضعة أيام من إلقاءه في البئر، جاءت قافلة قادمة من أرض بابل يقودها مالك بن زعر [أحد أبناء عمومة النبي يوسف الأباعد] وأخرجوه من البئر، بعد أن ألقوا دلواً في ماء البئر، الذي بمعجزة من النبي يوسف تحولت لماء عذبة، ثم تمسك النبي يوسف بالدلو وعندما سحب رجال القافلة الحبال المربوطة بالدلو خرج يوسف من البئر، ثم جاء أخوته العشرة سريعاً وطلبوا من مالك أن يعيده إليهم وادعوا إنه عبداً لهم، لكن مالك لم يعده، فباعه إخوته إلى مالك بثمانية عشر درهماً، واشترطوا عليه أن يقيده بالحبال وأن يأخذه إلى أرض بعيدة لكي لا يرجع أبداً إلى كنعان. فأخذته القافلة إلى أرض مصر وباعه مالك في سوق النخاسة لعزيز مصر بوتيفار ب3000 دبن، ثم وهب بوتيفار يوسف كهدية إلى زوجته زليخا -التي ليس لديها أولاد- وعندما سألته زليخا: ما اسمك؟ أجاب: يوسف، ولم يعجب هذا الاسم زليخا، على اعتبار إنه اسم عبراني وهم قوم رعاة للغنم والأبقار وليسوا متحضرين كالمصريين، وطلبت من زوجها أن تنادي يوسف باسم مصري، فاقترح هونيفر -كبير خدام قصر بوتيفار- اسم «يوزرسيف» فإستحسنته زليخا، وهكذا بدأ سكان القصر وأهل مصر ينادونه بهذا الاسم.
وعندما كبر يوسف، أصبح شاباً وسيماً، فعشقته زليخا وحاولت إغوائه أكثر من مرة، لكنه كان يتهرب منها، إلى أن قررت في أحد الأيام أن تستدعيه لحجرة الأبواب السبعة في قصرها، وأوصدت الأبواب عليه وطلبت منه أن يمكنها من نفسه لكنه إستعصم وهرب منها حيث بمعجزة إلهية، فُتحت الأبواب السبعة من تلقاء نفسها، وتبعته زليخا وعندما وصلا للباب الأخير، قدت زليخا قميصه من الخلف، ثم عندما فتح يوسف الباب وجدا بوتيفار على الباب، فتظاهرت زليخا بالبكاء وادعت إن يوسف راودها عن نفسه وشهدت خادمتها زوراً بذلك ولم يستطع يوسف أن يثبت براءته لبوتيفار فأمر بوتيفار باستدعاء رودامون [رئيس حرس قصره] ليعاقب يوسف، لكن الله أوحى ليوسف أن يأمر باستدعاء طفل رضيع من أقارب زليخا ليشهد لصالحه، فشهد الطفل بمعجزة ربانية ببراءة يوسف، فاعتذر بوتيفار ليوسف وطلب أن يصفح عنه وعن زوجته. ثم انتشر خبر هذه الفضيحة في كافة أرجاء مصر، فقامت زليخا باستدعاء نسوة أشراف مصر لحفل ضيافة وناولت كل واحدة منهن فاكهة الأترج ومعها سكينة قاطعة، ثم أمرت يوسف أن يدخل عليهم حاملاً سلة فواكه وعندما نظرت إليه النسوة دهشن من شدة جمال يوسف لدرجة إنهن لم يحسسن بأنفسهم، وهن يقطعن أيديهم نتيجة تشتت ذهنهن، وأرادت زليخا من ضيافتها هذه إن تبرهن إن هذا الفتى الذي سلب اللب من عقولهن يستحق أن تتحمل فيه وزر خطيئها، فوافقنها النسوة على ذلك. وبدأن بأمر من زليخا بإغواء يوسف، لكنه كان يردهن خائبات، إلى أن عرضن على زليخا أن تقوم بسجنه، حينها سينفذ رغباتها. فطلبت زليخا من زوجها بوتيفار بأن تزج به في السجن، فوافق على ذلك.
ودخل يوسف إلى سجن زاويرا، ودخل معه في نفس الوقت رجلان حاولا قتل ملك مصر. وفي أحد الأيام رأى هذين الرجلين كلاهما حلماً عجيباً، إذ رأى أحدهما إنه وضع سلة طعام على رأسه وأتت الطيور وأكلت منه، وأما الثاني فرأى إنه يعصر بيديه ثلاث عناقيد من العنب ويصنع منها شراباً للملك. وقصا رؤياهما على يوسف -الذي بدأت نبوته ودعوته إلى أهل مصر في السجن- ففسر يوسف رؤيا صاحب العناقيد بإنه سيخرج من السجن بعد ثلاثة أيام وسيعود لعمله السابق ساقياً للملك. وفسر رؤيا الثاني بإنه سيصلب بعد ثلاثة أيام جزاءً له على محاولته قتل الملك، وسيبقى معلقاً حتى تأكل الطير من رأسه وتحقق الحلمان بعد ثلاثة أيام. الشاب الذي نجى من السجن عندما ودع يوسف أمره الأخير بأن يذكره عند الملك لكي يخرجه من السجن، لكن يوسف ندم على حاجته هذه وبكى، فأضاف الله سبع سنوات على المدة المقررة لسجنه، والتي كان من المفترض أن تكون سنة واحدة لكنها أصبحت ثمان سنوات ليعوض يوسف عن مقولته هذه، أما الشاب فقد نسي بمعجزة إلهية هذا الطلب ولم يتذكره إلا بعد مرور سبع سنوات. عندما رأى حاكم مصر الجديد أمنحوتب الرابع، منامين عجز عن تفسيرهما جميع معبري الرؤى في مصر، فذَكر الشاب يوسف للحاكم، فطلب الأخير منه أن يذهب إلى السجن ويأخذ تفسير الرؤيا من يوسف، ففسر يوسف الرؤيا بإن مصر مقبلة على سبع سنوات من الوفرة وسبع سنوات من القحط فأخرجه الحاكم يوسف من السجن. وأقام مناظرة بينه وبين كهنة معبدة آمون (إله مصر الكبير) على تفسير الرؤيا، فعجز الكهنة ومعبريهن عن تفسيرها، وهزمهم يوسف، ثم تولى يوسف منصب مستشار حاكم مصر صاحب المقام الذهبي ورئيس الخزينة في مصر، ثم بعد فترة قصيرة توفي بوتيفار وعين أمنحوتب يوسف عزيزاً لمصر.
وبدأ يوسف بمهمته لمواجهة القحط، إذ إنه في سنوات الوفرة السبع ادخر الفائض من حاجة الناس من الحنطة بسنابلها في المخازن. وقد قام الكهنة بتخزين الحنطة أيضاً، ولكن بطريقة أخرى، لكن قمحهم فسد بعد سنتين فقط، وبعد ثلاث سنوات اكتشفوا ذلك فألقوا بالحنطة في النيل، فأثار هذا غضب سكان مصر وعند مجيء القحط اضطر الكهنة لشراء الحنطة من حكومة مصر، لإنهم فقدوا جزءاً كبيراً من ثروة المعبد. فأعلن النبي يوسف مع حاكم مصر عن إن دين التوحيد أصبح دين مصر الرسمي وأصبحت عبادة آمون جرماً، لكن أتباع آمون والكهنة بدأو بإيذاء ومهاجمة عدد من المؤمنين. إلا أن أمر الحاكم قائد جيش مصر هورنهوب، بالهجوم على المعبد وإلقاء القبض على الكهنة، فنفذ هورنهوب ذلك، وحدثت معركة بين جيش مصر وجيش المعبد انتصر فيها جيش مصر واُعتقل الكهنة. وبالتالي انتصرت دعوة يوسف لأهل مصر بالتوحيد.
ثم بعد ذلك جاء إخوة يوسف إلى مصر طلباً للحنطة، لإن القحط والجفاف أصاب كنعان أيضاً. فاستضافهم يوسف في قصر أخناتون دون أن يخبرهم بهويته، ثم طلب منهم أن يأتوه بأخيهم الاصغر بنيامين بسفرهم القادم لكي يثبتوا له إنهم لم يأتوا كمخربين لمصر. وعندما غادر أخوته ذهب يوسف ليلقي خطبة في معبد آمون، وهناك أتت زليخا -التي أصبحت عجوزاً عمياء- ونادت عليه، فأرسل النبي يوسف زوجته أسينات إليها لتنفذ طلباتها، لكن عندما علمت زليخا إن أسينات زوجة يوسف أُغميَ عليها لإنها كانت ما تزال تعشق يوسف. ثم قاموا بوضعها في قصر يوسف، ثم عرفت أسينات بقصة زليخا، وقررت أن تذهب لتشكوا زوجها يوسف (لإهماله زليخا) عند الحاكم الذي إجتمع به يوسف ليحاكم الكهنة وأتت أسينات وشكت يوسف عند الحاكم على الملأ مما تسبب بتأخير محاكمة الكهنة، ثم عندما علم النبي يوسف بإن تلك المرأة العجوز هي مربيته زليخا طلب من الحاكم أن يذهب للقائها، لكن الحاكم رفض ذلك وطلب إحظار زليخا إلى قصره حيث يحاكم الكهنة لكي يروا جميعهم زليخا. وعندما أحظروها، قام يوسف بدعوة الله لها، فرد الله بصر زليخا وأرجعها شابة، ثم أمر يوسف بأن يتزوجها، لكن زليخا، بعد أن عاد إليها شبابها، وعرفت إن الله مصدر ذلك إختلت بالله 40 ليلة وبعد تمام الأربعين تزوجها يوسف.
أما إخوة يوسف العشرة عندما رجعوا من سفرهم الأول إلى أرض كنعان، نقلوا لأبيهم طلب عزيز مصر بلقاء بنيامين، لكنه رفض ذلك. لكن عندما نفذ القمح الذي بحوزتهم، اضطر مكرهاً بإن يرسل بنيامين معهم؛ لإنه لم يستطع أن يكون عديم الاكتراث بجوع أهالي كنعان وعائلته. وعند سفر إخوة يوسف الثاني لمصر، استقبلهم أخوهم يوسف مرة أخرى، ولكن هذه المرة إستقبلهم في قصره، وفي هذه المرة التقى بأخيه الأصغر الشقيق بنيامين، وعرفه بنفسه، ثم عندما سأله عن حال أبيه قال له: إنه لا يزال مستمراً بالبكاء على فراقك منذ 40 سنة، وأصبح متعلقاً بي، ولا يكاد يصبر على مفارقتي، ويشم في ريحك. فقرر النبي يوسف (الذي أدرك أخيراً حكمة الفراق بينه وبين أبيه، وهو إن الله يريد من يعقوب أن يضحي بولديه؛ من أجل أن يخلو قلبه لله فقط، كما أمر من قبل جده إبراهيم مع ابنه إسماعيل، وإذا فعل أبيه يعقوب ذلك، فسيجمع الله شمله به ثانية) إبقاء أخيه بنيامين عنده، ودبر حيلة سرقة بنيامين لصواع الملك، وهكذا أبقاه يوسف عنده بداعي السرقة. وعندما عاد إخوته إلى أبيهم يعقوب، أخبروه إن بنيامين سرق، فظل يبكي بإستمرار حتى ابيضت عيناه. ثم هبط عليه الوحي، ونبهه إن الفراق حكمة من الله، فجاد يعقوب بأبنائه، وفوض أمرهما إلى الله، ثم طلب منه الوحي أن يتفقد عن حال يوسف في مصر فلعله يجد بارقة أمل.
فطلب يعقوب من أبنائه الذهاب إلى مصر، ويتفحصوا عن أخبار يوسف، كما إنه كتب رسالة إلى عزيز مصر يطالبه فيها بإطلاق سراح بنيامين، وعندما قرأها يوسف بكى، وقال لإخوته: الويل لكم ماذا فعلتم بيوسف؟ أتدرون أي عذاباً قاساه أبيكم نبي الله؟ ولكنهم كذبوا، وقالوا: نحن لم نفعل شيئاً لأخينا ولأبانا. حينها قرأ يوسف «صك العبودية» الذي باعوه فيه لمالك، ولكنهم ادعوا إن هذه الوثيقة تعود لعبداً لهم كان يتعبهم بكثرة هروبه، فباعوه ليخلصوا من شره، لكن بنيامين فضحهم ونفى ذلك. ثم ادعى النبي يوسف إنه يعرف كل أفعالهم من سؤال صواع الملك (الذي تظاهر بإن بنيامين سرقه) وبدأ يوسف بقرع الصواع، ثم ذكر لهم كيف ضربه إخوته، وباعوه إلى مالك، ثم كيف توجه لمصر، ثم علم إخوته بإن عزيز مصر هو نفسه أخوهم يوسف؛ عندما ذكرت أسينات بإن النبي يوسف هو زوجها. ثم بعد ذلك أرسل النبي يوسف أخاه الأكبر لاوي إلى أبيه، وأعطاه القميص الذي أنزله الله على إبراهيم ووقاه من نار النمرود، وأمر يوسف بإن يمسح أبيه هذا القميص على وجهه ليرتد بصيراً فنفذ لاوي الأمر، وعاد البصر إلى يعقوب. ثم رجع إخوة يوسف إلى أبيهم مع بنيامين، ثم انتقل يعقوب مع أبنائه من أرض كنعان متوجهين إلى مصر بأمراً من يوسف. فالتقى يوسف ويعقوب مع بعضهما أخيراً بعد فراقاً دام لأربعين سنة. ثم سجد له أبوه وخالته ليا زوجة أبيه مع إخوة يوسف الأحد عشر؛ ليشكروا الله على لم شملهم بيوسف مرة أخرى. فتحققت رؤيا يوسف الذي أصبحت له ولاية على أبيه بأمر من الله.
النبي يعقوب
الممثل (محمود باك نيت)؛ مؤدي الصوت (بيار داغر)
وهو أحد أنبياء الله المرسلين، وهو ابن إسحاق بن إبراهيم خليل الله، وهو والد النبي يوسف، وبما إنه يُعرف أيضاً باسم «إسرائيل» فإن أبناؤه يُدعَونَ بني إسرائيل. بعثه الله إلى أهالي «فدان أرام» جنوبي بلاد بابل ليدعوا أهلها لعبادة الله ونبذ عبادة عشتار، وقد أصاب فدان القحط خلال فترة دعوته. وانتهى عندما ولد النبي يوسف، وقد حصلت معجزة عند ولادته، فعندما ولدَ ماتت إيستر ساحرة معبد عشتار حرقاً بنيران المعبد، ولم تنطفئ النيران رغم هطول الأمطار؛ ونتيجة لهذه المعجزة، آمن أهالي فدان برسالة يعقوب فنبذوا عبادة عشتار والأصنام وعبدوا الله.
وبعد ذلك رحل النبي يعقوب مع أفراد عائلته إلى كنعان بعد أن علم بوفاة والده، حيث جاء رسولاً من كنعان وأخبر لابان حاكم فدان وخال يعقوب بالأمر، فأخبر الأخير بدوره ابن أخته يعقوب بوفاة والده، فذهب يعقوب مع عائلته إلى كنعان وسكنوا فيها مدة 46 عاماً إلا أن طلب منهم ابنه يوسف (الذي لم يسكن معهم سوى لست سنوات، ثم باعه إخوته كعبداً لمالك الذي باعه في مصر كعبد لبوتيفار عزيز مصر) المجيء جميعاً لمصر ليسكنهم في منطقة «كوشن» بالقرب من مثلث النيل الخصيب والذي يتماز بوفرة الزرع أيضاً.
عندما انتقل النبي يعقوب إلى أرض كنعان حيث دُفِنَ والده، تَيتم ابنه يوسف بفقد والدته راحيل في طريق الرحلة، وذلك عندما أنجبت شقيقه الأصغر بنيامين. ونتيجة ليتمه أولى والده يعقوب رعاية خاصة له ولشقيقه بنيامين، لكن هذا أثار حفيظة إخوته العشرة الأكبر منه وحسدوه على ذلك. قبل أن تموت راحيل، وأثناء ولادتها، طلب يعقوب من أخته فائقة أن تأتي بالقابلة، لكنها تأخرت بالمجيء وماتت راحيل. بعدها أرشدت فائقة أخيها يعقوب على موضع قبر والدها النبي إسحاق، وسلمته رداء النبوة الذي لونه بلون الفضة (هذا الرداء أنزله الله من الجنة وأعطاه لإبراهيم، فوقاه من نار النمرود -وهو رداء لا يرتديه إلا نبي- وعندما توفي ورثها ابنه إسحاق، وعندما توفي إسحاق ورثها يعقوب، وعندما خرج يوسف مع إخوته في الصحراء أعطاها يعقوب له) ثم تعرفت فائقة على يوسف. بعد وفاة راحيل، تولت ليا رعاية ابني أختها يوسف وبنيامين، وقد بالغت في حب يوسف ورعايته كثيراً لدرجة إنها أهملت رعاية أولادها، فأثارت من دون قصد منها الحسد بين أبناء يعقوب، فتنبه يعقوب لذلك، وقرر أن يعهد برعاية يوسف إلى أخته فائقة فقبلت بذلك، وبدأت فائقة تتعلق بيوسف وأحبته كثيراً، وكان يوسف حلو اللسان، وكثير العلم، وبالغ الذكاء رغم صغر سنه، هذه الصفات جعلت فائقة تعتقد إن يوسف هو خليفة أخيها يعقوب، فتعلقت به أكثر، وهذا وَلدَ الحسد عند إخوة يوسف الأكبر منه، وازداد هذا الحسد عندما شدت فائقة حزام النبوة في وسط يوسف؛ ليعوضه عن ألم فقدان الأم، لكن إخوته إعتقدوا إن أباهم فعل ذلك، لإنه يريد تخليف يوسف عليهم، والحال إنهم كانوا يتوقعون إن خليفة أبيهم واحداً منهم، وهو من يكون الأقوى جسدياً وفي العراك، ثم قرروا أن يسألوا أباهم وعمتهم فائقة عن ذلك، فأخبرتهم عمتهم إنها أعطت الحزام ليوسف ليعوضه عن ألم فقدان أمه، ثم قال إخوة يوسف لأبيهم بإنهم يعتقدون إنه يحب يوسف أكثر منهم جميعاً، لكن يعقوب غضب وقال: هذا ليس صحيحاً، أنا أحبكم جميعاً ولا أفرق بين أحد منكم. ثم قال: أنا أعتبركم أولاد أشداء بينما أنتم تحسدون طفل.
وفي أحد الأيام، بينما كان يوسف يلعب مع الأطفال، إختبأ في مكاناً بعيد، ولم تعثر عليه فائقة؛ فاضطربت كثيراً وقلق يعقوب وليا، وخشيا بإن يوسف قد ضاع، لكن عثروا عليه فيما بعد. فقررت ليا أن تسترجع وديعة أختها لكي تحافظ عليه، لكن فائقة توسلت بيعقوب بإن تبقيه عندها، ولن تتكرر هذه الحادثة، فقبل يعقوب بإن يبقى يوسف مع عمته لبضعة أيام. وفي أحد الأيام رأى يوسف رؤيا بإنه هو وإخوته يلعبون في الصحراء، ثم هبت ريح عاصفة شديدة وقام جميع إخوته بإلقاء عصا لهم، ثم وضع يوسف عصاه فأزهرت وأصبحت شجرة غطت عصي إخوانه، فأيقن إخوته بإنه سيكون أعلى شأناً منهم جميعاً. بعد ذلك اتفقت فائقة مع يوسف على أن تدبر خطة لتبقي يوسف عندها لأطول فترة ممكنة، فقامت بشد حزام النبوة في وسط يوسف ثانية، لكنها هذه المرة تظاهرت إن أحداً ما سرق الحزام، وعندما عثرت عليه عند يوسف، طلبت أن يتم معاقبته على ذلك بأن يصبح عبداً لها لأربع سنوات، كما هو قانون الكنعانيين في سارق مالهم، فأصبح يوسف بهذه الخطة عبداً عند عمته فائقة لأربع سنوات. وبقي يوسف تحت رعاية عمته فائقة لست سنوات، منذ كان بعمر خمس سنوات إلى أن أصبح في الحادية عشر من العمر عندما توفيت عمته فائقة، عند ذلك وقبل موتها، استدعت الجميع، وأخبرتهم بإن يوسف ليس لصاً، إنما دبرت ذلك لتبقيه عندها، فثَبَتَتْ بَرَاءَةُ يُوسُفَ عند الجميع. وبعد موتها عاد يوسف إلى أبيه.
وبعد أيام، رأى يعقوب في منامه بإن عشرة ذئاب تطارد ابنه يوسف، فتيقن أبناؤه بإنهم هم تلك الذئاب. هذا وبالإضافة إلى رؤية يوسف لرؤيا سجود الأحد عشر كوكباً والشمس والقمر له، قص رؤياه على والده يعقوب، فقال له: بإنه سيكون خليفته من بعده، وستكون له الولاية عليه، وسيسجد له مع خالته ليا وإخوته. ثم حذره يعقوب قائلاً: لا تقصص رؤياك لإخوتك فيكيدوا لك. ولكن بلها كانت قد اسْتَرَقَ السَّمْعْ، وهكذا علمت بحقيقة الرؤيا، وأخبرت إخوة يوسف العشرة بحقيقة الرؤيا. فطلبوا من يوسف أن يخبرهم برؤياه، لكنه لم يخبرهم، فحاول يهوذا ضربه، لكن منعه باقي إخوته، ثم عندما عاد النبي يعقوب، أخبره يوسف بإن جميع إخوته يعلمون برؤياه، فعرف إن بلها هي من أخبرتهم لإنه أساساً عرف بإسترقاقها السمع ولكنه تظاهر بالنوم، وإنه لم يعلم بشيء، فوبخ بلها وهددها بإنه سيطلقها وسيعيدها لأهلها في فدان، إذا ما استمرت في إثارة الحسد بين أبنائه، حينها ندمت على أفعالها.
بسبب كل هذه الأحداث، فكر إخوة يوسف في قتله؛ ليخلوا لهم وجه أبيهم ويحبهم أكثر ويخلفوه في النبوة. وبعد أن أقام يوسف ست سنوات في كنعان، أخذه إخوته إلى الصحراء حيث يرعون الأغنام، وقاموا بضربه ضرباً مبرحاً، وأثخنوا جسمه بالجراحات، وكاد أخيه يهوذا أن يقتله لولا تدخل أخوه الأكبر لاوي ومنعه من ذلك، ثم اتَّفقوا على أن يلقوه في بئر ماء مالحة؛ لكي لا يشرب منها أحد، ولا يعود إلى أبيه، ثم زعموا لأبيهم يعقوب إن يوسف أكله الذئب بعد أن أخذوا قميصه ولطخوه بدم ماعز. بعدها بدأ يعقوب بالبكاء والنحيب طوال سنين فراقه الاربعين عن يوسف، وبعد حادثة الفراق، لم يعد يطيق معاشرة أولاده العشرة؛ فهاجرهم وبنا لنفسه دار أحزان وإعتزلهم ليذرف الدمع على يوسف. وفي فترة غياب يوسف، كان النبي يعقوب يشم ريح يوسف في ريح بنيامين، ويجد خَلقَهُ في خلقه هو، ولم يكن يطيق فراقه ولو ليوم واحد، وكان وجود بنيامين يخفف عنه بعض آلامه بفقد يوسف.
وعندما غزا القحط كنعان، بعث يعقوب أبناؤه العشرة -الأكبر من يوسف- لمصر؛ ليجلبوا الحنطة، وعندما علم يوسف بإن إخوته جاؤوا لطلب الحنطة، استضافهم عنده لمدة ثلاثة أيام، وكان هو وحده من يعرفهم؛ ولكن هم لا يعرفونه، وقد استدرجهم بالحديث حتى أخبروه عن حال أبيهم وأخيه بنيامين، حينها تظاهر يوسف لهم بإنهم اختلقوا قصة حزن أبيهم؛ ليزدادوا كيلاً عنده، ثم قال لهم بإنه ما أدراه إنهم لم يأتوا لمصر ليخلوا بأمنها، أو إنهم ليسوا عيوناً لملوكاً آخرين، لكنهم لم يقبلوا بهذه الاتهامات، حينها اشترط عليهم يوسف بإن يأتوا بأخيهم الأصغر بنيامين؛ ليثبتوا له حسن نيتهم، ولكن إذا لم يحضروه فلا كيل لهم عنده.
وعندما رجعوا من سفرهم الأول إلى أرض كنعان، نقلوا لأبيهم طلب عزيز مصر بلقاء بنيامين، لكنه رفض ذلك. لكن عندما نفذ القمح الذي بحوزتهم، اضطر مكرهاً بإن يرسل بنيامين معهم؛ لإنه لم يستطع أن يكون عديم الاكتراث بجوع أهالي كنعان وعائلته. وعند سفر إخوة يوسف الثاني لمصر، استقبلهم أخوهم يوسف مرة أخرى، ولكن هذه المرة إستقبلهم في قصره، وفي هذه المرة التقى بأخيه الأصغر الشقيق بنيامين، وعرفه بنفسه، ثم عندما سأله عن حال أبيه قال له: إنه لا يزال مستمراً بالبكاء على فراقك منذ 40 سنة، وأصبح متعلقاً بي، ولا يكاد يصبر على مفارقتي، ويشم في ريحك. فقرر النبي يوسف (الذي أدرك أخيراً حكمة الفراق بينه وبين أبيه، وهو إن الله يريد من يعقوب أن يضحي بولديه؛ من أجل أن يخلو قلبه لله فقط، كما أمر من قبل جده إبراهيم مع ابنه إسماعيل، وإذا فعل أبيه يعقوب ذلك، فسيجمع الله شمله به ثانية) إبقاء أخيه بنيامين عنده، ودبر حيلة سرقة بنيامين لصواع الملك، وهكذا أبقاه يوسف عنده بداعي السرقة. وعندما عاد إخوته إلى أبيهم يعقوب، أخبروه إن بنيامين سرق، فظل يبكي بإستمرار حتى ابيضت عيناه. ثم هبط عليه الوحي، ونبهه إن الفراق حكمة من الله، فجاد يعقوب بأبنائه، وفوض أمرهما إلى الله، ثم طلب منه الوحي أن يتفقد عن حال يوسف في مصر فلعله يجد بارقة أمل. فطلب يعقوب من أبنائه الذهاب إلى مصر، ويتفحصوا عن أخبار يوسف، كما إنه كتب رسالة إلى عزيز مصر يطالبه فيها بإطلاق سراح بنيامين، وعندما قرأها يوسف بكى، وقال لإخوته: الويل لكم ماذا فعلتم بيوسف؟ أتدرون أي عذاباً قاساه أبيكم نبي الله؟ ولكنهم كذبوا، وقالوا: نحن لم نفعل شيئاً لأخينا ولأبانا. حينها قرأ يوسف «صك العبودية» الذي باعوه فيه لمالك، ولكنهم ادعوا إن هذه الوثيقة تعود لعبداً لهم كان يتعبهم بكثرة هروبه، فباعوه ليخلصوا من شره، لكن بنيامين فضحهم ونفى ذلك. ثم ادعى النبي يوسف إنه يعرف كل أفعالهم من سؤال صواع الملك (الذي تظاهر بإن بنيامين سرقه) وبدأ يوسف بقرع الصواع، ثم ذكر لهم كيف ضربه إخوته، وباعوه إلى مالك، ثم كيف توجه لمصر، ثم علم إخوته بإن عزيز مصر هو نفسه أخوهم يوسف؛ عندما ذكرت أسينات بإن النبي يوسف هو زوجها.
ثم بعد ذلك أرسل النبي يوسف أخاه الأكبر لاوي إلى أبيه، وأعطاه القميص الذي أنزله الله على إبراهيم ووقاه من نار النمرود، وأمر يوسف بإن يمسح أبيه هذا القميص على وجهه ليرتد بصيراً فنفذ لاوي الأمر، وعاد البصر إلى يعقوب. ثم رجع إخوة يوسف إلى أبيهم مع بنيامين، ثم انتقل يعقوب مع أبنائه من أرض كنعان متوجهين إلى مصر بأمراً من يوسف. فالتقى يوسف ويعقوب مع بعضهما أخيراً بعد فراقاً دام لأربعين سنة، ثم سجد يعقوب مع زوجته ليا وباقي أبنائه الذكور الأحد عشر ليوسف؛ ليشكروا الله على لم شملهم به.
زليخا
الممثلة (كتايون رياحي)؛ مؤدية الصوت (ديانا إبراهيم)
هي تسكن في مصر، وهي أجمل نساء مصر، وتُعتبر إحدى زوجات آمون كبير آلهة مصر، وهي المرأة الثانية في مصر بعد زوجة الحاكم وذلك لكونها زوجة الرجل الثاني في مصر، ألا وهو بوتيفار عزيز مصر، وهما لم يرزقا بالأولاد لعلة في بوتيفار. لذلك عندما كان في أحد الايام ذاهباً إلى سوق النخاسة مع هورنهورب ليشتري مجموعة جديدة من العبيد، حينها وقع بصره على النبي يوسف، الذي عرضه مالك بن زعر وفليح للبيع كعبد، وقام بوتيفار بشرائه ب3000 دبن، ثم وهب يوسف كهدية لزليخا، وعندما سألته زليخا: ما اسمك؟ قال: يوسف. ولم يعجب هذا الاسم زليخا، على اعتبار إنه اسم عبراني، وهم قوم رعاة للغنم والأبقار، وليسوا متحضرين كالمصريين، وطلبت من زوجها أن تنادي يوسف باسم مصري، فإقترح هونيفر [كبير خدام القصر] اسم «يوزرسيف» فإستحسنته زليخا، وهكذا بدأ سكان القصر وأهل مصر ينادونه بهذا الاسم.
وعندما كبر يوسف، أصبح شاباً وسيماً، فعشقته زليخا، وحاولت إغوائه أكثر من مرة، لكنه كان يتهرب منها، إلا أن قررت في أحد الأيام استدعاؤه لحجرة الأبواب السبعة وأوصدت الأبواب عليه، وطلبت منه أن يمكنها من نفسه، لكنه اسْتَعْصَمَ وهرب منها؛ حيث بمعجزة إلهية فُتِحَت الأبواب السبعة من تلقاء نفسها، وتبعته زليخا، وعندما وصلا للباب الأخير، قَدت زليخا قميصه من الخلف، وعندما فتح يوسف الباب، ألفيا بوتيفار لدى الباب، فبكت زليخا، وادعت إن يوسف راودها عن نفسه وشهدت خادمتها زوراً بذلك، ولم يستطع يوسف أن يثبت براءته لبوتيفار، فأمر الأخير بإستدعاء رودامون [رئيس حرس قصره] ليعاقب يوسف، لكن الله أوحى ليوسف أن يأمر بإستدعاء طفل رضيع من أقارب زليخا ليشهد لصالحه، فشهد الطفل بمعجزة ربانية ببراءة يوسف، فإعتذر بوتيفار ليوسف، وطلب أن يصفح عنه وعن زوجته. ثم انتشر خبر هذه الفضيحة في كافة أنحاء مصر، فاسْتِدْعَت زليخا نسوة أشراف مصر لحفل ضيافة وناولت كل واحدة منهن فاكهة الأترج ومعها سكينة قاطعة، ثم أمرت يوسف أن يدخل عليهم حاملاً سلة فواكه، وعندما نظرت إليه النسوة، دهشن من شدة جمال يوسف لدرجة إنهن لم يحسسن بأنفسهم لحظة قطعهن لأيديهن؛ نتيجة لتشتت ذهنهن، وأرادت زليخا من ضيافتها هذه أن تبرهن إن هذا الفتى الذي سلب اللب من عقولهن، يستحق أن تتحمل فيه وزر خطيئها، فوافقنها النسوة على ذلك، وبدأن بأمر من زليخا بإغواء يوسف، لكنه كان يردهن خائبات إلى أن عرضن على زليخا أن تقوم بسجنه حينها سينفذ رغباتها، فطلبت زليخا من زوجها بوتيفار بأن تزج به في السجن، فنفذ ذلك.
ودخل يوسف إلى سجن زاويرا. ولكن ما لم تكن تدركه زليخا إنها ومن غير أن تدري خلصت يوسف من شراكها؛ إذ إنه أصبح بعيداً عنها، وتخلص من فتنتها. وعندما علمت إن أحواله في السجن على ما يرام، قررت أن تذهب للسجن وأمرت السجانين بتعذيبه بالسياط. وبعد ثماني سنوات من سجنه، أولَ يوسف رؤيا حاكم مصر، فأمر الحاكم بإخراجه من السجن، وطلب رؤيته، لكن يوسف اشترط أن يسأل عن حال النسوة اللاتي قطعن أيديهن؛ لكي يخرج من السجن، لإنه طلب رفع التهم الباطلة عنه، ولإنه لا يريد لحاكم مصر أن يتعامل مع من يتهمونه بخيانة أسياده. فأحظر الحاكم النسوة ومعهن زليخا، وطلب منهن أن يخبرنه بالحقيقة، ومن هو المذنب؟ فاعترفن جميعاً بما فيهن زليخا بذنهبن، وإنهن من أغوين يوسف، لكنه كان يردهن خائبات. وبعد اعترافهن؛ زج بهن الحاكم في السجن. لكنهن خرجن جميعاً من السجن بشفاعة من يوسف، إذ إنه بعد خروجه من السجن وتأويله لرؤيا حاكم مصر، طلب منه الأخير إخباره بجميع طلباته لينفذها، فطلب يوسف طلبين، الأول الإفراج عن جميع سجناء زاويرا، والطلب الثاني إخراج زليخا وجميع النسوة اللاتي قطعن أيديهن، وقام الحاكم بترك الأمر ليوسف الذي أصبح مستشاراً له. فقام يوسف بإصدار فرمانين: الأول عن إفراج سجناء زاويرا، والثاني الإفراج عن النسوة، فخرجت من السجن برفقتهن جميعاً. ثم بعد عودتها إلى القصر، مات زوجها بوتيفار بعد فترة وجيزة من الزمن.
بعد خمس سنوات من وفاة بوتيفار، ساءت أحوال العبيد والعاملين في القصر كثيراً، ولم تعد أرملته زليخا تستطيع الانفاق عليهم؛ فأمرت رودامون [رئيس حراس القصر] بتسريح جميع الحراس، وأن يقوم هو لوحده بحراسة القصر، وأمرت كذلك خوفو [كبير كهنة معبد القصر] بإغلاق معبد آمون، وتسريح الكهنة، وهكذا التحق الحراس بجيش مصر؛ أما خوفو وباقي الكهنة فالتحقوا بمعبد آمون. ولم تكتفي زليخا بذلك، بل قامت باعتاق جميع عبيدها ووهبتهم جميع أراضيها الزراعية ليعملوا فيها وينجوا من الهلاك جوعاً في قصر بوتيفار. وبعد تسريح الحراس، قام العديد من خدم القصر بسرقة ثروات القصر، مما جعلها تفتقر، ثم قامت زليخا بطرد جميع خدم القصر ما عدا سبعة وهم: كالي ماما، وتاما، وتياميني، وهويا، وسوفر، والبستاني، ورودامون. والأخير طلب من زليخا الرخصة ليغادر القصر؛ لإنه لن يستطيع بمفرده حراسته، ووجوده فيه بلا جدوى ولا فائدة، فأذنت له زليخا بالانصراف. وبعد حلول القحط، ماتت كالي ماما، فلم يبقى سوى خمسة مع زليخا في القصر. ثم في أحد الايام لم يجد الخدم شيئاً في القصر يأكلونه، فأمرتهم زليخا بالذهاب للمخازن ليستلموا الحنطة منهم. لكن بنتو أخبرهم إن حصة العبيد يستلمها سيدهم، فقالوا له: إن سيدنا محتاجاً أيضاً. فقال لهم: ولماذا لا يعتق سيدكم رقابكم؟ فإذا امتلكتم وثائق تدل على اعتقاكم، فستعطيكم الحكومة الحنطة بالمجان. فنقلوا هذا الكلام لزليخا، فقامت باعتاق رقابهم جميعاً. فبقيت وحدها في القصر.
في السنة الخامسة من القحط، عادت تاما وتياميني إلى القصر بالمصادفة وطلبت منهما زليخا، التي أصبحت عجوزاً عمياء هرمة، من شدة بكائها شوقاً للقاء يوسف -البقاء معها في القصر، فبقين عندها في القصر. إلى أن التقت زليخا بيوسف، وكان ذلك بعد انتصار دعوته، حيث ذهب ليلقي خطبة في معبد آمون، وهناك أتت زليخا ونادته باسمه، فأرسل النبي يوسف زوجته أسينات إليها، لتنفذ طلباتها، لكن عندما علمت زليخا إن أسينات زوجة يوسف أُغمي عليها، لإنها كانت ما تزال تعشق يوسف. ثم قاموا بوضعها في قصر يوسف، ثم عرفت أسينات بقصة زليخا، وقررت أن تذهب لتشكوا زوجها يوسف (لإهماله زليخا) عند الحاكم. الذي اجتمع به يوسف ليحاكم الكهنة، وأتت أسينات، وشكت يوسف عند الحاكم على الملأ، مما تسبب في تأخير محاكمة الكهنة، ثم عندما علم النبي يوسف بإن تلك المرأءة العجوز هي مربيته زليخا، طلب من الحاكم أن يذهب لمقابلتها، لكن الحاكم رفض ذلك، وطَلَبَ إِحْضَارَ زليخا إلى قصره؛ لكي يروا جميعهم زليخا، وعندما أحضروها، دعى يوسف الله لها، فرد الله بصر زليخا، وأرجعها شابة. ثم أمر يوسف بأن يتزوجها، لكن زليخا بعد أن عاد إليها شبابها، وعرفت إن الله مصدر جمالها، إختلت بالله 40 ليلة، وبعد تمام الأربعين تزوجها يوسف.

## عائلة النبي يعقوب
من الشخصيات التي ظهرت في المسلسل وهي تنتمي لعائلة النبي يعقوب:
زوجات يعقوب
النبي يعقوب تزوج من أربع نساء وهن:
- ليا التي مثلت دورها الممثلتين فرشته ساراندي في مرحلة الشباب، وسعيدة عرب التي مثلت الدور في مرحلة الهرم، وأدت صوتها سوسن عواد: وهي ابنة لابان حاكم فدان وخال يعقوب، وهي أم أولاده لاوي، وشمعون، ويهوذا، وراوبين، وزبولون، ويساكر. وهي أيضاً أم البنت الوحيدة ليعقوب من بين 12 ذكراًً واسمها دينا. ليا هي الزوجة الوحيدة التي بقيت ليعقوب على الحياة، عندما التقى بيوسف بعد 40 سنة من الغياب، وهي كانت تمثل القمر الذي يسجد للنبي يوسف في منامه. بالإضافة إلى أولادها هي اعتنت، وربت ابني أختها، يوسف، وبنيامين اليتيمين، وكانت تهتم بهم أكثر من إهتمامها بأولادها؛ مما أثار حسد أبناؤها ليوسف وأخيه، الأمر الذي جعل النبي يعقوب يعهد بتربية يوسف لأخته فائقة، ولكن بعد وفاتها بعد ست سنوات، عادت ليا لتهتم بتربية يوسف؛ مما أثار حسد أبناؤها مرة أخرى.

- راحيل الذي مثلت دورها مريم بخشي. وهي أخت ليا، وابنة لابان حاكم فدان خال زوجها النبي يعقوب. وكانت أحب زوجاته على قلبه؛ مما أثار حسد زوجتيه زلفا وبلها. راحيل ظلت لسنوات طويلة بلا أولاد لكن بعدها أنجبت ولدين اثنين: الأول هو النبي يوسف الذي ولدته في فدان أرام، وكانت ولادتها به صعبة؛ فطلب والدها من إيستر ساحرة معبد عشتار، أن تسهل بسحرها ولادتها، لكن زوجها يعقوب رفض ذلك. وعندما أنجبت يوسف، حصلت معجزة، إذ لم تنطفئ النيران التي أحرقت معبد عشتار، على الرغم من هطول الأمطار التي أنهت سنوات من القحط في فدان. فآمن الناس بدعوة زوجها يعقوب، بعد مشاهدتهم لهذه المعجزة. وبعد خمس سنوات، أنجبت راحيل بنيامين ابنها الثاني في طريق رحلتها إلى أرض كنعان، التي انتقل إليها زوجها يعقوب بعد وفاة والده النبي إسحاق، وقد كانت ولادتها الثانية صعبة كالأولى، لكنها هذه المرة ماتت ولم تنجوا كما في ولادة يوسف.

- بلهة التي مثلت دورها الممثلة سودابة علي بور. هي من أهالي فدان، وكانت جارية عند راحيل زوجة يعقوب، وعندما لم ترزق راحيل بالأولاد، وهبت جاريتها ليعقوب ليتزوجها وتلد له الأولاد؛ لكي لا تفقد هي مكانتها عنده، فأنجبت بلها ولدين هما: دان ونفتالي. لكن بعد أن ولدت راحيل يوسف واهتم بها النبي يعقوب، أثار هذا الحسد في قلبها تجاه راحيل، لإنها تتوهم إنها خسرت مكانتها عند النبي يعقوب. ولم تكتفي بحسدها لراحيل، إنما كانت تثير الحسد بين أولادها وبين يوسف أيضاً. وعندما رأى يوسف رؤيا سجود الأَحَدَ عَشَرَ كَوْكَباً وَالشَّمْسَ وَالْقَمَرَ، قص رؤياه على والده يعقوب فقال له: بإنه سيكون خليفته من بعده، وستكون له الولاية عليه، وسيسجد له مع خالته ليا وإخوته، وحذره يعقوب بإن لا يقصص رؤياه لإخوته؛ فيكيدوا له، ولكن بلها كانت تسترق السمع، وعلمت بحقيقة الرؤيا. وأخبرت إخوة يوسف العشرة بحقيقة الرؤيا؛ فطلبوا من يوسف أن يخبرهم برؤياه لكنه لم يخبرهم، فحاول يهوذا ضربه، لكن منعه باقي إخوته من فعل ذلك، ثم عندما عاد النبي يعقوب، أخبره يوسف بإن جميع إخوته يعلمون برؤياه فعرف إن بلها هي من أخبرتهم؛ لإنه أساساً علم بإسترقاقها السمع لكنه تظاهر بالنوم، وإنه لم يعلم بشيء، فوبخ بلها وهددها بإنه سيطلقها وسيعيدها لأهلها في فدان إذا ما استمرت في إثارة الحسد بين أبنائه حينها ندمت على أفعالها. توفيت بلها عندما بدأت سنين الوفرة السبعة في مصر، وقد صفح عنها النبي يعقوب على الرغم من أخطائها السابقة.

- زلفا الذي مثلت دورها ميترا خواجه نيان. هي كانت جارية عند ليا، وعندما وهبت راحيل -أخت الأخيرة- جاريتها ليعقوب، فعلت ليا نفس الشيء ووهبت جاريتها ليعقوب ليتزوجها؛ لإنها لم ترد أن تخسر مكانتها عند يعقوب، وقد ولدت زلفا ليعقوب ولدين وهما: جاد وعشير. وهي مثل بلها كانت تحسد راحيل وتثير الحسد بين أبنائها وبين يوسف. توفيت زلفا قبل عام واحد من وفاة بلها.

إخوة يوسف العشرة
وهم إخوة يوسف العشرة الأكبر منه وأسمائهم كالآتي: لاوي والذي مثل دوره كوروش زارعي وشاهد برستار (في دور الشباب). وهو أكبر أبناء يعقوب، وشمعون الذي مثل دوره محمد أحمدي وفي دور الشباب مثله علي شمس بويا، ويهوذا الذي مثل دوره داوود شيخ وبويان آهانيان مقدم (في دور الشباب) أدى صوته حسن المصري، وراوبين الذي مثل دوره محمد رضا تيموريان وأدى صوته فؤاد شمص، وزبولون الذي مثل دوره محسن جهانباني وتوحيد نوروزي في دور الشباب، ويساكر الذي مثل دوره أصغر نوبخت، وهؤلاء أبناء ليا بنت لابان. وأما الآخرون فهم: دان الذي مثل دوره علي رضا باكزاد وسالار كريمخاني في دور الشباب ونفتالي الذي مثل دوره مجيد حسن فاميلي وعباس غزالي في دور الشباب (ابني بلها)، وجاد الذي مثل دوره أصغر محمدي ومحمد جواد محبي (في دور الشباب) وعشير الذي مثل دوره أمير عباس قليتش لو وحسين فرضي زاده في دور الشباب (ابني زلفا). وقد كان هؤلاء الإخوة يأملون بأن يصبحوا خلفاء لأبيهم، وقد كانوا يتوهمون بإن الأشد قوة جسدياً، والأمهر في القتال والمصارعة فيما بينهم، هو من سيخلف أباهم؛ لذلك كانوا دائماً ما يتصارعون فيما بينهم. لكن بعد معرفتهم إن خليفة والدهم سيكون أخاهم الصغير يوسف، قرروا أن يبعدوه عن أبيهم، ليخلوا لهم أبيهم، وعرض يهوذا فكرة قتل يوسف، لكن لاوي اعترض، وفضل بإن يبعدوا يوسف عن أبيهم، فاتفقوا على فكرة لاوي. ثم أغروا النبي يوسف بالخروج إلى الصحراء، وطلبوا من أبيهم أن يخرجه معهم، ثم عندما ذهبوا بيوسف إلى الصحراء، بدأوا بضربه ضرباً مبرحاً، وأثخنوا جسمه بالجراحات، وكاد يهوذا أن يقتله لولاه أن منعه لاوي، ثم ألقوه في البئر. بعد ذلك لطخوا قميصه بدم ماعز، وزعموا لأبيهم بإن الذئب أكله.
ثم بعد أيام أخرجت قافلة مالك بن زعر يوسف من البئر بلا قصد، ثم قام الإخوة ببيع أخيهم يوسف لمالك مقابل 18 درهماً، واشترطوا عليه أن يأخذوه إلى أرضاً بعيدة، لكي لا يعود أبداً إلى كنعان، بعد هذه الحادثة لم يعد أبيهم يعاشرهم واعتزلهم. وعندما غزا القحط كنعان، بعث يعقوب أبنائه العشرة الأكبر من يوسف لمصر لجلب الحنطة، وعندما عرف يوسف من أحد حراس بوابة مصر، بإن إخوته جاؤوا لطلب الحنطة؛ استضافهم في قصر أخناتون لمدة ثلاثة أيام، فالتقى بهم وهو وحده من يعرفهم، أما هم فلا يعرفونه، وعندما حدثهم استدرجهم بالحديث، حتى أخبروه عن حال أبيهم وشقيقه بنيامين، حينها تظاهر لهم يوسف بإنه يعتقد إنهم إختلقوا له قصة حزن أبيهم، ليزدادوا كيلاً عنده، ثم قال لهم بإنه: ما أدراه إنهم لم يأتوا لمصر ليخلوا بأمنها أو إنهم ليسوا عيوناً لملوكاً آخرين، لكنهم لم يقبلوا بهذه الاتهامات، فاشترط عليهم يوسف بإن يأتوا بأخيهم الأصغر بنيامين، ليثبتوا حسن نيتهم، وإن لم يحظروه، فلا كيل لهم عنده.
وعندما رجعوا إلى كنعان، نقلوا لأبيهم طلب عزيز مصر بلقاء بنيامين، لكنه رفض ذلك. لكن عندما نفذ القمح الذي بحوزتهم، اضطر مكرهاً بإن يرسل بنيامين معهم؛ لإنه لم يستطع أن يكون عديم الاكتراث بجوع أهالي كنعان وعائلته. وعند سفر إخوة يوسف الثاني لمصر، استقبلهم أخوهم يوسف مرة أخرى، ولكن هذه المرة إستقبلهم في قصره، وفي هذه المرة التقى بأخيه الأصغر الشقيق بنيامين، وعرفه بنفسه، ثم عندما سأله عن حال أبيه قال له: إنه لا يزال مستمراً بالبكاء على فراقك منذ 40 سنة، وأصبح متعلقاً بي، ولا يكاد يصبر على مفارقتي، ويشم في ريحك. فقرر النبي يوسف (الذي أدرك أخيراً حكمة الفراق بينه وبين أبيه، وهو إن الله يريد من يعقوب أن يضحي بولديه؛ من أجل أن يخلو قلبه لله فقط، كما أمر من قبل جده إبراهيم مع ابنه إسماعيل، وإذا فعل أبيه يعقوب ذلك، فسيجمع الله شمله به ثانية) إبقاء أخيه بنيامين عنده، ودبر حيلة سرقة بنيامين لصواع الملك، وهكذا أبقاه يوسف عنده بداعي السرقة. وعندما عاد إخوته إلى أبيهم يعقوب، أخبروه إن بنيامين سرق، فظل يبكي بإستمرار حتى ابيضت عيناه. ثم هبط عليه الوحي، ونبهه إن الفراق حكمة من الله، فجاد يعقوب بأبنائه، وفوض أمرهما إلى الله، ثم طلب منه الوحي أن يتفقد عن حال يوسف في مصر فلعله يجد بارقة أمل.
فطلب يعقوب من أبنائه الذهاب إلى مصر، ويتفحصوا عن أخبار يوسف، كما إنه كتب رسالة إلى عزيز مصر يطالبه فيها بإطلاق سراح بنيامين، وعندما قرأها يوسف بكى، وقال لإخوته: الويل لكم ماذا فعلتم بيوسف؟ أتدرون أي عذاباً قاساه أبيكم نبي الله؟ ولكنهم كذبوا، وقالوا: نحن لم نفعل شيئاً لأخينا ولأبانا. حينها قرأ يوسف «صك العبودية» الذي باعوه فيه لمالك، ولكنهم ادعوا إن هذه الوثيقة تعود لعبداً لهم كان يتعبهم بكثرة هروبه، فباعوه ليخلصوا من شره، لكن بنيامين فضحهم ونفى ذلك. ثم ادعى النبي يوسف إنه يعرف كل أفعالهم من سؤال صواع الملك (الذي تظاهر بإن بنيامين سرقه) وبدأ يوسف بقرع الصواع، ثم ذكر لهم كيف ضربه إخوته، وباعوه إلى مالك، ثم كيف توجه لمصر، ثم علم إخوته بإن عزيز مصر هو نفسه أخوهم يوسف؛ عندما ذكرت أسينات بإن النبي يوسف هو زوجها. ثم بعد ذلك أرسل النبي يوسف أخاه الأكبر لاوي إلى أبيه، وأعطاه القميص الذي أنزله الله على إبراهيم ووقاه من نار النمرود، وأمر يوسف بإن يمسح أبيه هذا القميص على وجهه ليرتد بصيراً فنفذ لاوي الأمر، وعاد البصر إلى يعقوب. ثم رجع إخوة يوسف إلى أبيهم مع بنيامين، ثم انتقل يعقوب مع أبنائه من أرض كنعان متوجهين إلى مصر بأمراً من يوسف. فالتقى يوسف ويعقوب مع بعضهما أخيراً بعد فراقاً دام لأربعين سنة. ثم سجدوا له مع أخيهم بنيامين ومع أبيهم، ومع ليا؛ ليشكروا الله على لم شملهم بيوسف مرة أخرى.
بنيامين
الممثل (زهير ياري «البالغ» وأرسلان قاسمي «الطفل»)؛ مؤدي الصوت (رودي قليعاني)
وهو أصغر أبناء النبي يعقوب الثلاثة عشر والذكور الإثني عشر، وهو الأخ الشقيق الوحيد للنبي يوسف والأخ الوحيد الأصغر من يوسف. أمه هي راحيل، وقد ولدته في طريق رحلتها إلى أرض كنعان عندما إنتقل إليها زوجها يعقوب، بعد وفاة والده النبي إسحاق. وبعد وفاة أمه تولت خالته ليا الاهتمام به. في فترة غياب يوسف كان النبي يعقوب يشم ريح يوسف في ريحه ويجد خَلقهُ في خلقه هو ولم يكن يطيق فراقه ولو ليوم واحد وكان وجود بنيامين يخفف عنه بعض آلامه بفقد يوسف. عندما غزا القحط كنعان، بعث يعقوب أبنائه العشرة الأكبر من يوسف لمصر لجلب الحنطة، وعندما عرف يوسف من أحد حراس بوابة مصر، بإن إخوته جاؤوا لطلب الحنطة؛ استضافهم في قصر أخناتون لمدة ثلاثة أيام، فالتقى بهم وهو وحده من يعرفهم، أما هم فلا يعرفونه، وعندما حدثهم استدرجهم بالحديث، حتى أخبروه عن حال أبيهم وشقيقه بنيامين، حينها تظاهر لهم يوسف بإنه يعتقد إنهم إختلقوا له قصة حزن أبيهم، ليزدادوا كيلاً عنده، ثم قال لهم بإنه: ما أدراه إنهم لم يأتوا لمصر ليخلوا بأمنها أو إنهم ليسوا عيوناً لملوكاً آخرين، لكنهم لم يقبلوا بهذه الاتهامات، فاشترط عليهم يوسف بإن يأتوا بأخيهم الأصغر بنيامين، ليثبتوا حسن نيتهم، وإن لم يحظروه، فلا كيل لهم عنده.
وعندما رجعوا إلى كنعان، نقلوا لأبيهم طلب عزيز مصر بلقاء بنيامين، لكنه رفض ذلك. لكن عندما نفذ القمح الذي بحوزتهم، اضطر مكرهاً بإن يرسل بنيامين معهم؛ لإنه لم يستطع أن يكون عديم الاكتراث بجوع أهالي كنعان وعائلته. وعند سفر إخوة يوسف الثاني لمصر، استقبلهم أخوهم يوسف مرة أخرى، ولكن هذه المرة إستقبلهم في قصره، وفي هذه المرة التقى بأخيه الأصغر الشقيق بنيامين، وعرفه بنفسه، ثم عندما سأله عن حال أبيه قال له: إنه لا يزال مستمراً بالبكاء على فراقك منذ 40 سنة، وأصبح متعلقاً بي، ولا يكاد يصبر على مفارقتي، ويشم في ريحك. فقرر النبي يوسف (الذي أدرك أخيراً حكمة الفراق بينه وبين أبيه، وهو إن الله يريد من يعقوب أن يضحي بولديه؛ من أجل أن يخلو قلبه لله فقط، كما أمر من قبل جده إبراهيم مع ابنه إسماعيل، وإذا فعل أبيه يعقوب ذلك، فسيجمع الله شمله به ثانية) إبقاء أخيه بنيامين عنده، ودبر حيلة سرقة بنيامين لصواع الملك، وهكذا أبقاه يوسف عنده بداعي السرقة. وعندما عاد إخوته إلى أبيهم يعقوب، أخبروه إن بنيامين سرق، فظل يبكي بإستمرار حتى ابيضت عيناه. ثم هبط عليه الوحي، ونبهه إن الفراق حكمة من الله، فجاد يعقوب بأبنائه، وفوض أمرهما إلى الله، ثم طلب منه الوحي أن يتفقد عن حال يوسف في مصر فلعله يجد بارقة أمل.
فطلب يعقوب من أبنائه الذهاب إلى مصر، ويتفحصوا عن أخبار يوسف، كما إنه كتب رسالة إلى عزيز مصر يطالبه فيها بإطلاق سراح بنيامين، وعندما قرأها يوسف بكى، وقال لإخوته: الويل لكم ماذا فعلتم بيوسف؟ أتدرون أي عذاباً قاساه أبيكم نبي الله؟ ولكنهم كذبوا، وقالوا: نحن لم نفعل شيئاً لأخينا ولأبانا. حينها قرأ يوسف «صك العبودية» الذي باعوه فيه لمالك، ولكنهم ادعوا إن هذه الوثيقة تعود لعبداً لهم كان يتعبهم بكثرة هروبه، فباعوه ليخلصوا من شره، لكن بنيامين فضحهم ونفى ذلك. ثم ادعى النبي يوسف إنه يعرف كل أفعالهم من سؤال صواع الملك (الذي تظاهر بإن بنيامين سرقه) وبدأ يوسف بقرع الصواع، ثم ذكر لهم كيف ضربه إخوته، وباعوه إلى مالك، ثم كيف توجه لمصر، ثم علم إخوته بإن عزيز مصر هو نفسه أخوهم يوسف؛ عندما ذكرت أسينات بإن النبي يوسف هو زوجها. ثم بعد ذلك أرسل النبي يوسف أخاه الأكبر لاوي إلى أبيه، وأعطاه القميص الذي أنزله الله على إبراهيم ووقاه من نار النمرود، وأمر يوسف بإن يمسح أبيه هذا القميص على وجهه ليرتد بصيراً فنفذ لاوي الأمر، وعاد البصر إلى يعقوب. ثم رجع إخوة يوسف إلى أبيهم مع بنيامين، ثم انتقل يعقوب مع أبنائه من أرض كنعان متوجهين إلى مصر بأمراً من يوسف. فالتقى يوسف ويعقوب مع بعضهما أخيراً بعد فراقاً دام لأربعين سنة، ثم سجد له بنيامين مع أبوه وخالته ليا زوجة أبيه، مع باقي أخوة يوسف الذكور الأحد عشر له، ليشكروا الله على لم شملهم به مرة أخرى.
دينة
الممثلة (نسرين نكيسا للبالغة وفي دور الطفولة عايدة تبيانيان)
وهي الابنة الوحيدة للنبي يعقوب، والأخت الوحيدة للنبي يوسف وإخوته، وأمها هي ليا. وهي ظلت ترافق أبيها أينما ارتحل، فعندما سكن في فدان كانت معه، وعندما إنتقل لكنعان وظل فيها لمدة 46 سنة، كانت معه أيضاً. وعندما انتقل مع عائلته إلى مصر بأمراً من أخيها يوسف، ذهبت معه أيضاً، وأسكنهم أخيها في منطقة كوشن في مصر.

## أهالي فدان
وهم مجموعة من الأشخاص يسكنون في مدينة فدان أرام في جنوبي بلاد بابل، وقد ظهروا في أول حلقتين من المسلسل. وهم كانوا قوماً مشركين في البداية يعبدون الصنم عشتار كإله من دون الله. فأرسل الله إليهم نبيه يعقوب ليدعوهم إلى عبادته. وقد أصابهم القحط، وإنتهى عندما ولد النبي يوسف، وحصلت معجزة عند ولادته، فعندما ولد، ماتت إيستر ساحرة معبد عشتار حرقاً بنيران المعبد، ولم تنطفئ النيران رغم هطول الأمطار؛ وبسبب هذه المعجزة، آمن أهالي فدان برسالة يعقوب، فنبذوا عبادة عشتار والأصنام وعبدوا الله. ومن الشخصيات التي تسكن فدان.
الحاكم لابان
الممثل (فرامارز شاهني)؛ مؤدي الصوت (صبحي عيط)
وهو خال النبي يعقوب ووالد زوجتيه ليا وراحيل، عينته حكومة بابل حاكماً لفدان آرام. وكان يدافع ويحامي عن النبي يعقوب؛ مما أثار سخط كهنة معبد عشتار، وهددوه بإخبار الكاهن الأعظم في مدينة بابل. مما جعله ينزعج من تصرفات يعقوب، لكن ابنتيه أخبرتاه بإنه لا يقوم سوى بواجه. الحاكم لابان كان لديه قطيع من الأغنام، وكان يعقوب يعمل في رعايتها، وعندما رحل يعقوب إلى كنعان، وهبه لابان بعض أغنامه، ليعمل في رعايتها.
إيستر
الممثلة عصمت رضابور؛ مؤدية الصوت (جمانة الزنجي)
وهي ساحرة معبد عشتار، وبالتالي هي من أعداء النبي يعقوب. طلب منها الحاكم لابان، أن تسهل بسحرها ولادة ابنته راحيل زوجة يعقوب، لكن النبي يعقوب رفض ذلك. إيستر ماتت حرقاً في معبد عشتار، وذلك بعد أن أسقطت بالخطأ أحد أواني النار في المعبد.
الكاهن الأعظم لمعبد عشتار
الممثل (سيروس صابر)؛ مؤدي الصوت (عمر ميقاتي)
وهو من أعداء النبي يعقوب، وهو الكاهن الأعظم في معبد عشتار. وبعد حادثة حرق المعبد تركه أهالي فدان بعد نبذهم لعبادة الصنام وتوجهوا ليعقوب ليعلنوا إيمانهم بالله.
فارس
الممثل (مرتضى هاشم خانلو)؛ مؤدي الصوت (علي سعد)
وهو أحد سكان فدان. قام برجم تمثال عشتار بالحجارة، ووصفها بالإلهة العاجزة وغير الجديرة بأن تُعبد. فكاد معبد عشتار أن يقوموا بحرقه عقاباً له، لولا إن النبي يعقوب دفع ديمة دمه البالغة 500 دينار.

## أهالي كنعان
وهم مجموعة من الأشخاص الذين يسكون في أرض كنعان في بلاد الشام. وهم يعبدون الله ويوحدونه، ولا يشركون به شيئاً، على عكس الكثير من البلدان الأخرى، التي يشرك أهلها بالله. وقد سكن النبي إسحاق بينهم، وتوفي ودفن بينهم كذلك. وبعد ذلك جاء النبي يعقوب الذي علم بوفاة والده من رسولاً جاء من كنعان، وأخبر لابان حاكم فدان وخال يعقوب بالأمر، فأخبر لابان هو بدوره ابن أخته يعقوب بوفاة والده. فذهب يعقوب مع عائلته إلى كنعان، وسكن فيها لمدة 46 عاماً إلا أن طلب منهم ابنه يوسف -الذي لم يسكن معهم سوى لست سنوات ثم باعه إخوته كعبد لمالك الذي باعه في مصر كعبد لبوتيفار عزيز مصر- المجيء جميعاً لمصر، ليسكنهم في منطقة كوشن بالقرب من مثلث النيل الخصيب، والذي يتماز بوفرة الزرع أيضاً. كبير أهل كنعان في بداية المسلسل كان يدعى ياكين، وقد توفي لاحقاً لكن لم يظهر ذلك بالمسلسل، إنما ذكر يعقوب بإنه مات بعدها أصبح هناك كبير جديد لكنعان، واسمه أيضاً ياكين ومن الشخصيات الأخرى التي ظهرت في كنعان:
فائقة بنت إسحاق
الممثلة (زهراء سعيدي)؛ مؤدية الصوت (ريموند عازار)
وهي أخت النبي يعقوب، وبالتالي عمة أولاده والذي أبرزهم هو يوسف. بعد أن توفي والدها إسحاق، انتقل أخوها يعقوب النبي مع أفراد عائلته من فدان أرام حيث بَلَغَ رسالتهُ إلى كنعان، وسكن فيها، لكن في طريق الرحلة، توفيت زوجة يعقوب الثانية راحيل، عندما أنجبت أصغر أبنائها بنيامين، وأثناء ولادتها، طلب يعقوب من أخته فائقة، أن تأتي بالقابلة، لكنها تأخرت وماتت راحيل. بعدها أرشدت فائقة أخوها يعقوب على موضع قبر والدها النبي إسحاق، وسلمته رداء النبوة الذي لونه بلون الفضة (هذا الرداء أنزله الله من الجنة وأعطاه لإبراهيم فوقاه من نار النمرود، وهو رداء لا يلبسه إلا نبي، وعند وفاته، ورثها ابنه إسحاق، وعند وفاة إسحاق، ورثها يعقوب، وعندما خرج يوسف مع إخوته في الصحراء، أعطاها يعقوب له) ثم تعرفت فائقة على يوسف. بعد وفاة راحيل تولت ليا رعاية ابني أختها يوسف وبنيامين، وقد بالغت في حب يوسف ورعايته كثيراً لدرجة إنها أهملت رعاية أولادها، فأثارت من دون قصد منها، الحسد بين أبناء يعقوب، فتنبه يعقوب لذلك، وقرر أن يعهد برعاية يوسف إلى أخته فائقة، فقبلت بذلك. وبدأ تعلق فائقة بيوسف، وأحبته كثيراً وكان يوسف حلو اللسان، وكثير العلم، وفائق الذكاء، رغم صغر سنه. وكل هذه الصفات جعلت فائقة تعتقد إن يوسف هو خليفة أخوها يعقوب، فتعلقت به أكثر، وهذا الأمر ولد الحسد بين إخوة يوسف الأكبر منه، وإزداد هذا الحسد عندما شدت فائقة حزام النبوة في وسط يوسف، ليعوضه عن ألم فقدان الأم، لكن إخوته ظنوا إن أباهم فعل ذلك، لإنه يريد تخليف يوسف عليهم، والحال إنهم كانوا يتوقعون إن خليفة أبيهم واحداً منهم، وهو من يكون الأقوى جسدياً منهم، والأمهر في القتال، فسألوا أباهم، وعمتهم فائقة عن ذلك، فأخبروهم بإنهم أعطوا الحزام ليوسف ليعوضه عن ألم فقدان أمه، ثم أخبر إخوة يوسف أباهم بإنهم يعتقدون إنه يحب يوسف أكثر منهم جميعاً، لكن يعقوب غضب وقال: هذا ليس صحيحاً، أنا أحبكم جميعاً، ولا أفرق بين أحد منكم. ثم قال: أنا أعتبركم أولاد أشداء، بينما أنتم تحسدون طفل.
وفي أحد الأيام وبينما كان يوسف يلعب مع الأطفال اختبأ في مكاناً بعيد، ولم تعثر عليه فائقة فاضطربت كثيراً، وقلق كل من يعقوب وليا، وخشيا بإن يوسف قد ضاع، لكن عثروا عليه فيما بعد. فقررت ليا أن تسترجع وديعة أختها لكي تحافظ عليه، لكن فائقة توسلت بيعقوب بإن تبقيه عندها، وعاهدته بإن هذه الحادثة لن تتكرر، فأبقاه يعقوب عندها. ثم اتفقت فائقة مع يوسف على أن تدبر خطة لتبقي يوسف عندها لأطول فترة ممكنة، فقامت بشد حزام الأنبياء في وسط يوسف مرة أخرى، لكنها هذه المرة ادعت إن أحداً ما سرق الحزام، وعندما عثرت عليه عند يوسف، طلبت أن يتم معاقبته على ذلك بأن يصبح عبداً لها لأربع سنوات، كما هو قانون الكنعانيين في سارق مالهم؛ فأصبح يوسف بهذه الخطة عبداً عند عمته فائقة لأربع سنين. وبقي يوسف تحت رعاية عمته فائقة لست سنوات مذ كان بعمر 5 سنوات إلى أن أصبح في الحادية عشر من العمر. وتوفيت عمته فائقة عند ذلك، وقبل موتها دعت الجميع، وأخبرتهم بإن يوسف ليس لصاً، إنما دبرت ذلك لتبقيه عندها، فثبتت برائة يوسف عند الجميع، وبعد موتها عاد يوسف إلى أبيه.
بسمة
الممثلة (سوغول طهماسابي)؛ مؤدية الصوت (أسمهان بيطار
وهي خادمة فائقة.
مليخا
الممثل (بيجان أنور)
وهو تاجر يشتري من الهند نوع من النبات طيب الرائحة يسلك به طريق الحجاز-كنعان-مصر، ويبيعها في مصر. وقد التقى به النبي يوسف عندما كان سجيناً في مصر وسأله عن كبير أهل كنعان، فذكر مليخا بإنه يعقوب النبي، ثم قال له النبي يوسف: سمعت إن له 12 غصناً مورقة (يقصد بها أبنائه الذكور)، فأجابه ليخا: لقد قطعوا أحدها (يقصد يوسف)، وقد إتخذ يعقوب لنفسه بيت أحزانٍ، وإختلى عن أبنائه، وهو يجلس في هذا البيت باكياً على ابنه. فبكى النبي يوسف، ثم طلب منه أن يرسل رسالة منه إلى النبي يعقوب، يقول فيها: إن هناك شاب سجين في مصر، يسألك أن تدعوا له بالخلاص من السجن، ثم طلب يوسف من مليخا أن ينصح النبي يعقوب بإن يجعل الله عوضاً عنه عن ذلك الفرع المقطوع، وليجعل زاده الصبر. وقد أوصل مليخا هذه الرسالة إلى النبي يعقوب فشك يعقوب بإن هذا الشاب هو ابنه المفقود يوسف، لكن بنيامين رد عليه وقال: وأين يوسف ظالتنا من مصر؟ ومن السجن أيضاً؟ وبعدها أصبح مليخا صديقاً للنبي يعقوب، وطلب منه يعقوب أن يبحث ويسأل عن ابنه يوسف في جميع البلدان التي يقصدها مع قافلته، لكن كل أبحاثه كانت بلا جدوى فلم يعثر أبداً على يوسف. مليخا هو من أخبر يعقوب إن مصر أصابها الجفاف لكن عزيزها رجل حكيم إدخر الحنطة، فنجى الناس من القحط، وأهل مصر يحبونه كثيراً، ويسمونه يوزرسيف. فقال يعقوب: يوزرسيف. ما أشبه اسمه باسم ولدي يوسف! ثم أمر يعقوب أبنائه، بإدخار القمح أيضاً. لإنه إعتقد إن الجفاف سيصل إليهم أيضاً، وإن كان إدخارهم متأخراً، وبالفعل غزا القحط كنعان ونفذ القمح لديهم، فإضطروا للذهاب إلى مصر بطلباً من أبيهم، الذي أخبرهم بإن مليخا التاجر قال له بإن أحوال مصر على ما يرام.

## قافلة مالك
وهم قافلة من التجار يقودهم أحد أبناء عمومة يوسف واسمه مالك بن زعر. كانت القافلة منطلقة من بابل متوجهين إلى مصر، ومروا بكنعان، وقد هبت عاصفة ترابية شديدة عليهم، وعندما تحركوا وسط العاصفة، لم يدروا بأي طريق يسيرون، وعندما هدأت، وجدوا أنفسهم بالقرب من بئر الماء المالحة التي أُلقي بها النبي يوسف. بعدها شعر بعض أفراد القافلة بالعطش الشديد، وكان مخزون الماء لديهم قليلاً جداً، ولا يكفي الجميع، حينها طلبوا من مالك أن يستسقوا من البئر، لكن مالك كان يعرف إن مياه هذه البئر مالحة؛ لإنه يعرف المنطقة جيداً، لكن بعد إن إشتد العطش بأفراد القافلة، طلبوا منه مرة أخرى الإستستقاء فلعلها تكون عذبة، إلا إن مالك ذكر: إنه يعرف هذه البئر جيداً، فمياهها مالحة، لكن بعد أن أوشك أحد أفراد القافلة على الموت، وبدأت حيوانات القافلة تهيج من العطش، سمح مالك بإن يستسقوا من البئر، فالقوا بدلوهم في البئر، ثم اكتشفوا مفاجئة، بإن مياهها عذبة، فلم يصدق مالك ذلك، ثم أمر بأن يُسقى جميع أفراد القافلة، وكان النبي يوسف داخل البئر، وعندما رأى الدلو تمسك به، لكن تذكر كيف ضربه إخوته العشرة؛ وخاف أن يقع بأيديهم، ويؤذوه مرة أخرى فترك الدلو. لكن عندما ألقت القافلة الدلو مرة أخرى، جاء جبرائيل، وأمره بالتمسك بالدلو، وهكذا أخرجته القافلة بدون قصد من البئر. وعندما سألوه عن اسمه أجابهم: أنا يوسف بن البئر (قال ذلك بوصية من جبرائيل، الذي طلب منه عدم كشف هويته لهم)، حينها جاء إخوته العشرة سريعاً، وطلبوا من القافلة أن يعيدوه إليهم، وإدعوا إنه عبداً لهم، ولكن مالك لم يعده، فباعه إخوته إلى مالك بثمانية عشر درهماً، وإشترطوا عليه أن يقدوه بالحبال، ويأخذوه إلى أرضاً بعيدة؛ لكي لا يرجع أبداً إلى كنعان، فأخذته القافلة إلى أرض مصر. وفي طريق الرحلة ظهرت عدة معجزات ليوسف منها: إنقاذه لحياة رجل عجوز في القافلة كان على وشك الهلاك من شدة العطش. وفي مصر باعه مالك في سوق النخاسة لبوتيفار، عزيز مصر ب3000 دبن، ثم أهدى بوتيفار يوسف كهدية إلى زوجته زليخا التي لم يكن لديها أولاد.
مالك بن زعر
الممثل (محمد جواد طاهري)؛ مؤدي الصوت (علي سعد)
هو مالك بن زعر بن القائب بن النبي إسماعيل بن النبي إبراهيم، أي إنه من أبناء العمومية الأباعد للنبي يوسف. ومالك هو تاجر من سكان بابل، وهو رئيس القافلة التي أخرجت يوسف من البئر دون قصد، ثم اشتراه كعبد من إخوته بثمانية عشر درهماً. وباعه في سوق النخاسة بمصر لعزيزها بوتيفار ب3000 دبن. وكان مالك في البداية مسروراً بهذا الربح، لكن عندما ذكر له أفراد قافلته المعجزات التي صدرت من يوسف، تنبه إنه ربما باع أحد أنبياء الله، ثم تسائل: من تراه يكون يوسف؟ ولماذا لم يخبرنا عن اسمه ونسبه؟ ثم قرر أن يذهب إلى قصر بوتيفار رفقة صديقه في القافلة فليح، وتوجها إلى قصر بوتيفار، وطلب منه مقابلة يوسف على انفراد، وادعى إنه يريد توديعه، لكنه في الحقيقة كان يريد سؤال يوسف عن هويته، ومن يكون، فأخبره بإنه يوسف بن يعقوب بن إسحاق بن إبراهيم، فعلم مالك بإن يوسف من أبناء عمومته، وهو من أنبياء الله، فشعر بالذنب والعار؛ لكونه باع نبياً في سوق النخاسة، لكن يوسف هدأ من روعه، وقال له: إن كل ما حصل كان مقدراً، ثم قام مالك بإرجاع المال لبوتيفار، وطلب منه فسخ العقد بينها، وإرجاع يوسف، فغضب بوتيفار، وأمر رودامون بزجهما في السجن، لكن يوسف شفع لهما، وطلب من بوتيفار أن لا يزج بهما في السجن، فتراجع بوتيفار، ولم يزج بهما في السجن، واكتفى بطردهما من قصره. بعد ذلك قرر مالك بإن يبقى في مصر؛ لكي يعيد يوسف لأبيه، ويعوض عن تقصيره، فودع أفراد قافلته، وأخبرهم بإنها آخر رحلة له. وبقي مالك في مصر منتظراً يوسف لمدة 20 سنة، أصبح خلالها مشرداً، ينام في الأزقة والشوارع، وأصبحت ثيابه رثة. والتقى بالنبي يوسف عند خروجه من السجن، وبعد أن أصبح مستشاراً لحاكم مصر. وبعدها أصبح مالك هو مستشاراً للنبي يوسف، الذي أصبح بعد مدة قصيرة عزيز مصر الجديد. وكان مالك يرافق النبي يوسف في كل رحلاته، وأنقذه من الموت مرتين، وذلك عندما قتل رجلين استأجرهما المعبد ليقتلا يوسف، وهما نينفر كيبتا، وأحد حراس قصر أمنحوتب الرابع حاكم مصر. مالك أيضاً رافق النبي يوسف في زمان الوفرة إلى حقول الحنطة، والقطن، والبردي. وفي السنة الخامسة من سنوات الوفرة السبع، أوصل رسالة من النبي يوسف إلى حاكم مصر، يخبره فيها إن قمح كهنة المعبد قد فسد منذ 3 سنوات، ففرح الحاكم بذلك، وأمر مالك بأن ينتبه ويرى ماذا سيفعل كهنة المعبد بالقمح؟ وفي الليل ألقى الكهنة قمحهم الفاسد في نهر النيل، وشاهدهم أحد حراس المرسى، فأخبر هورنهوب قائد الجيش، الذي قام هو بدوره بإخبار الحاكم، فاستدعى الحاكم مالك، وأمره بأن يذهب مع هورنهوب رفقة مجموعة من الناس، ليطلعوا على خيانة المعبد هذه لهم، وعندما شاهد الناس ذلك غضبوا غضباً شديداً، وبعد هذه الحادثة قرر مالك أن يعود إلى منفس للقاء يوسف، فأمره الحاكم وزوجته بإن ينقل له مجريات الأحداث في طيبة، ثم طلب منه، أن يطلب من يوسف العودة إلى طيبة لأمراً مهم (الأمر المهم هذا كان تزويج يوسف)، فنقل مالك طلبهما ليوسف فعاد يوسف إلى طيبة بعد غياب طويل.
فليح
الممثل (جمشيد صفري)؛ مؤدي الصوت (فؤاد شمص)
وهو من أفراد قافلة مالك، ومن بين الذين أخرجوا يوسف من البئر. وقد أحب يوسف كثيراً، وتعلق به ورأى أعاجيبه ومعجزاته. ثم رأى في المنام، إن يوسف على جملاً وفوقه سحابة تمطر عليه، وفي أي مكاناً يذهب إليه يوسف، يخضر من بركته. فقص رؤياه على مالك، وطلب منه أن لا يبيع يوسف، لكن مالك قال له: إن الرؤيا ليست حجة. فليح كان في البداية مشركاً، لكن بعد معجزات النبي يوسف مع قافلتهم، آمن بالله، وأصبح موحداً. وبعد أن فارق مالك في مصر، قرر العودة إلى مسقط رأسه ليدعوا أهله إلى دين التوحيد.
قطمير
الممثل (سهيل سوخونباجوه)
وهو أحد أفراد قافلة مالك. أمره مالك بمراقبة النبي يوسف والذي كان مقيداً بالحبال، وراكباً على حماراً، كان يقوده قطمير بنفسه، لكن عندما وصل النبي يوسف إلى قبر أمه راحيل، غافل قطمير، ونزل عن الحمار، وذهب إلى قبر أمه ليودعها، وعندما اكتشف قطمير غياب يوسف، جن جنونه، وأصابه الهلع، لإن مالك هدده، بإنه سينزل به بلاءً شديداً، وسيعاقبه بقسوة؛ إذا أضاع يوسف، وعندما عثر على يوسف، بدأ بضربه ضرباً مبرحاً، لكن الله شل يده، ولم يعد يستطيع تحريكها. فبدأ يبكي ويتوسل بعشتار الذي كان يحمل صنماً لها، لكي يعبدها، وكان يطلب منها مشافاة يده، لكن دون جدوى. حينها أتى النبي يوسف وبمعجزة منه شُفيت يد قطمير، بعد أن دعى الله له، ومسح بيديه على يده المشلولة، فرمى قطمير صنم عشتار، وآمن بالله وأصبح موحداً مؤمناً.

## المخلوقات غير البشرية
الوحي (جبرائيل)
الممثل (أردلان شجاع كاوه)؛ مؤدي الصوت (وليد الأشقر)
وهو الملاك جبرائيل الذي يهبط بأمر من الله من السماء إلى الأرض على النبيان يعقوب ويوسف ليبلغهما أوامر الله. ظهر في المسلسل لأول مرة بعد أن ألقى أبناء يعقوب أخاهم الصغير يوسف في البئر، وهو الذي منع يوسف من أن يخرج من البئر في البداية، وأمره بأن ينام لكي لا يعلم به إخوته. ثم أمره لاحقاً أن يتمسك بالدلو، ليخرج منها، وعندما عُرِضَ يوسف للبيع في سوق النخاسة بمصر، أخبره بإنه سيشتري جميع أهل مصر مستقبلاً . وهو أيضاً من منع يوسف من مراسلة أبيه، وإخباره بحاله. وهو من أشار على يوسف بأن يطلب شهادة الطفل كيسين لصالحه ضد افتراء زليخا عليه بانه راودها عن نفسها، وقبل ذلك هو من أشار عليه بالهروب قبالة الأبواب السبعة لينجوا من فتنتها. وهو من أخبر يوسف ببدأ نبوته في مصر. وهو الذي أخبره بإنه سيقضي سبع سنوات أخرى في السجن للتعويض عن طلبه المساعدة من الملك ليخرجه من السجن. وهو من حمل يوسف مسؤولية إنقاذ الناس من القحط. وبالنسبة للنبي يعقوب فجبرائيل هو من نبه يعقوب، أن يجود بولديه يوسف، وبنيامين، ليعودا إليه، وطلب منه أن يسأل عن أخبار يوسف في مصر فلعله يجد بارقة أمل.
الشيطان
الممثل (مجيد صيادي)
وهو من زرع الحسد في قلب أولاد يعقوب العشرة تجاه أخوهم الصغير يوسف. وهو من وسوس إليهم بقتله، أو إبعاده عن كنعان. وهو من جعل زليخا تفكر في الخيانة مع النبي يوسف.
ملك الموت (عزرائيل)
الممثل (فرج الله سلحشور)
هو من أخبر النبي يعقوب وابنه بنيامين بإن يوسف لم يمت، وبالتالي عرف يعقوب بإن ابنه لا يزال حياً، رغم كذب أولاده عليه بإن الذئب قد أكل يوسف.

## سكان مصر
وهم مجموعة من الناس الذين يسكنون في أرض مصر في البداية، كان غالبية سكانها مشركين يعبدون عشرات تماثيل الآلهة مثل: بورس، وشو، وتيا، وشغال، وأنوبيس، ومفتو، ومفتيس، وكيت، وكبير آلهتهم هو آمون الذي يعبدونه منذ 3000 سنة. لكن بعد دعوة النبي يوسف -الذي سكن في مصر منذ كان في الحادية عشر من عمره- أصبح غالبيتهم يعبدون الله، وانحسرت عبادة آمون كثيراً، اعتباراً من السنة الخامسة من سنوات القحط السبعة، التي غزت مصر بعد سبع سنوات من الوفرة. وقائمة الشخصيات التي ظهرت في المسلسل وكانت تسكن مصر هي بالتقسيمات الآتية:

### قصر بوتيفار
وهو القصر الذي يسكن فيه عزيز مصر بوتيفار مع زوجته زليخا، رفقة خدمهم وعبيدهم. بعد وفاة بوتيفار بخمس سنوات، ساءت أحوال العبيد والعاملين في القصر كثيراً، ولم تعد أرملته زليخا تستطيع الانفاق عليهم. فأمرت رودامون رئيس حراس القصر بتسريح جميع الحراس وأن يحرس القصر بمفرده. وأمرت كذلك خوفو كبير كهنة معبد القصر، باغلاق معبد آمون وتسريح الكهنة، وهكذا التحق الحراس بجيش مصر، أما خوفو وباقي الكهنة فالتحقوا بمعبد آمون. ولم تكتف زليخا بذلك، بل قامت باعتاق جميع عبيدها ووهبتهم جميع أراضيها الزراعية ليعملوا فيها وينجوا من الهلاك جوعاً في قصر بوتيفار. بعد تسريح الحراس، قام العديد من خدم القصر بسرقة ثروات القصر؛ الأمر الذي جعل زليخا تفتقر، وقامت زليخا بطرد جميع خدم القصر أيضاً، ما عدا سبعة هم: كالي ماما، وتاما، وتياميني، وهويا، وسوفر، والبستاني، ورودامون، والأخير طلب من زليخا الرخصة ليغادر القصر لإنه لا يستطيع بمفرده حراسته، كما إن وجوده فيه بلا جدوى ولا فائدة، فأذنت له زليخا بالانصراف. وبعد حلول القحط، ماتت كالي ماما، فلم يبقى سوى خمسة أشخاص مع زليخا في القصر. في أحد الأيام لم يجد الخدم شيئاً يأكلونه في القصر، فأمرتهم زليخا بالذهاب للمخازن لاستلام الحنطة، وعندما ذهب الخدم قال لهم بنتو: إن حصة العبيد يستلمها سيدهم. فقالوا له: إن سيدنا محتاجاً أيضاً. فقال لهم: ولماذا لا يعتق سيدكم رقابكم؟ فإذا إمتلكتم وثائق تدل على إعتاقكم، فستعطيكم الحكومة الحنطة بالمجان، فنقلوا هذا الكلام لزليخا، فقامت باعتاق رقابهم جميعاً، فبقيت وحدها في القصر. لكن في السنة الخامسة من القحط، عادت تاما وتياميني بالمصادفة إلى القصر، وطلبت منهما زليخا البقاء معها، فبقين في القصر، إلى أن تزوج النبي يوسف من زليخا، فانتقلوا لقصر الأخير، وهكذا أصبح قصر بوتيفار مهجوراً تماماً. إن قائمة الشخصيات التي ظهرت في هذا القصر هي كالآتي:
بوتيفار
الممثل (جعفر دهقان)؛ مؤدي الصوت (وليم عتيق)
وهو عزيز مصر السابق، تولى هذا المنصب لمدة أربعين سنة، وهو أيضاً زوج زليخا السابق، وكانا لا ينجنبان الأطفال لعلة فيه. لذلك عندما كان في أحد الأيام متوجهاً إلى سوق النخاسة مع هورنهورب ليشتري مجموعة جديدة من العبيد له، ووقع بصره على النبي يوسف -الذي عرضه مالك بن زعر وفليح للبيع كعبد- اشتراه ب3000 دبن، ثم وهب يوسف كهدية لزليخا. وقد أحب بوتيفار يوسف كثيراً لقلبه الرؤوف، وطباعه الحميدة، وحلو كلامه، فجعله مرافقاً له على الرغم من صغر سنه. وبعد وفاة هونيفر، عيّنه كرئيس لخدم القصر، وكان يثق به ثقة عمياء لدرجة إنه لم يكن يسمع منه تقارير العمل، لإنه عين يوسف من أجل أن يرتاح من سماع تلك التقارير. لكن علاقته بيوسف تغيرت بعد حادثة زليخا معه، وبعد الحادثة طلبت منه زليخا، أن تزج بيوسف في السجن، فوافق على ذلك، لإنه يريد التغطية على فضيحة زليخا (التي لم يعد يحترمها، وساءت علاقته معها، بعد أن حاولت إغواء يوسف). لكن بعد أن أخرج الحاكم الجديد لمصر أمنحوتب الرابع، يوسف من السجن -بعد أن اطلع على قضية النسوة اللاتي قطعن أيديهن، ونصبه الحاكم كمستشاراً له- ندم بوتيفار كثيراً على سجنه ليوسف، وظل يؤذي نفسه إلى أن توفي من المرض قبل فترة وجيزة من بداية سنوات الوفرة، وعين الحاكم يوسف في منصب عزيز مصر، خلفاً لبوتيفار، لكونه كان مساعداً لبوتيفار في السابق وترعرع في مصر. كان بوتيفار، إلى جانب توليه منصب عزيز مصر، كان قائد جيش مصر السابق، ورئيساً للزراعة والخزينة في حكومة مصر. وبعد وفاته، خلفه هورنهوب بأمر من أمنحوتب الرابع في منصب قائد الجيش، أما المنصب الآخر فخلفه فيها أيضاً النبي يوسف. بوتيفار في البداية كان يعبد آمون، لكنه بعدما شاهد الأفعال القبيحة للكهنة تبرأ من دين آمون، كما فعل الحاكم أمنحوتب الثالث وابنه، وأصبحوا لا يعبدون أي أحد، وكل همهم في ديمومة حكومة مصر، وكانوا ينون القضاء على المعبد، لكنهم لم يفلحوا أبداً.
نيمي سابو
الممثل (سيروس كهوري نژاد)؛ مؤدي الصوت (هشام أبو سليمان للكبير وعبدو حكيم للصغير)
هو عبد أسود البشرة يعيش في قصر بوتيفار منذ طفولته، وبعد أن جاء النبي يوسف للقصر، أصبح أفضل أصدقائه على الإطلاق، وقد كان يراقب كالي ماما، وكهنة القصر، وينقل خططهم ومكائدهم إلى النبي يوسف. وبعد زج يوسف في السجن، كان هو وباقي خدم القصر يرسلون الطعام والثياب إلى النبي يوسف. وبعد خروجه من السجن استدعى النبي يوسف نيمي سابو ليصبح مرافقاً له، فأعتقت زليخا رقبته، وانطلق ذاهباً للنبي يوسف، وهكذا أصبح أحد مرافيقه. وقد كان لنيمي سابو فضلاً كبيراً في نجاة النبي يوسف من الموت على يد نينيفر كيبتا؛ إذ عندما حاول نينيفر كيبتا قتل النبي يوسف بطعنه بالسيف على ظهره، جاء نيمي سابو، وانقض على نينيفر كيبتا ورماه أرضاً، لكن نينيفر طعنه في بطنه وأصابه إصابة بالغة، بعد ذلك تولى مالك قتال نينيفر كيبتا، وبارزه بالسيف وقتله، ثم أخذ النبي يوسف صديقه نيمي سابو إلى القصر، وطلب إحظار الطبيب سينوهيه وقام الأخير بمداواته، فشفي من إصابته.
كالي ماما
الممثلة (مهوش صبركن)؛ مؤدية الصوت (ريموند عازار)
وهي كبيرة خدم السيدة زليخا ومرافقتها الدائمة. وهي على عكس زليخا، تكره النبي يوسف كرهاً شديداً، وكانت تتعاون مع كهنة القصر ليكيدوا ليوسف. ماتت كالي ماما في السنة الخامسة من سنوات الوفرة بعد أن هرمت في خدمة زليخا.
تاما
الممثلة (بيتا ثمري)؛ مؤدية الصوت (رينيه غوش)
اسمها تياميني ابنة ياباتما، وهي إحدى خادمات زليخا، وهي شديدة التعلق بزليخا فهي ترعرعت منذ طفولتها في قصر بوتيفار. أعتقت زليخا رقبتها عند حلول القحط؛ لإنها لم تعد تستطيع الإنفاق على عبيدها كما في السابق بعد موت بوتيفار، ولإن حكومة مصر لا يعطون الحنطة للعبيد، إلا إذا أعتق سيدهم رقابهم، وإلا فسيدهم هو من يستلم حصتهم، فأعتقت زليخا رقبتها ومنحتها صك يثبت حريتها. لكنها رفضت مغادرة القصر لإنها تحب زليخا ولا تنوي المغادرة، لكن زليخا أرغمتها على الخروج. لكن بعد سنوات، عادت مع تياميني بالصدفة لقصر بوتيفار، وقررتا بأن تخبزا لزليخا مقداراً من الحنطة لتأكلها، وعندما عادت زليخا في المساء، وعرفت بمجيئهما، قررت أن تبقيهما عندها. وبعد زواج زليخا بالنبي يوسف، انتقلتا معها إلى قصره ليخدمن زليخا.
تياميني
الممثلة (زهراء مرتضوي)؛ مؤدية الصوت (سهير ناصر الدين)
اسمها تياميني بنت بنغيه، وهي إحدى خادمات زليخا، وهي شديدة التعلق بزليخا فهي ترعرعت منذ طفولتها في قصر بوتيفار. أعتقت زليخا رقبتها عند حلول القحط؛ لإنها لم تعد تستطيع الإنفاق على عبيدها كما في السابق بعد موت بوتيفار، ولإن حكومة مصر لا يعطون الحنطة للعبيد، إلا إذا أعتق سيدهم رقابهم، وإلا فسيدهم هو من يستلم حصتهم، فأعتقت زليخا رقبتها ومنحتها صك يثبت حريتها. لكنها رفضت مغادرة القصر لإنها تحب زليخا ولا تنوي المغادرة، لكن زليخا أرغمتها على الخروج. لكن بعد سنوات، عادت مع تاما بالصدفة لقصر بوتيفار، وقررتا بأن تخبزا لزليخا مقداراً من الحنطة لتأكلها، وعندما عادت زليخا في المساء، وعرفت بمجيئهما، قررت أن تبقيهما عندها. وبعد زواج زليخا بالنبي يوسف، انتقلتا معها إلى قصره ليخدمن زليخا.
هونيفر
الممثل (علي طالب لو)؛ مؤدي الصوت (غسان اسطفان)
وهو كان رئيس خدام قصر بوتيفار. هونيفر هو من اختار الاسم المصري «يوزرسيف» ليُطلقَ على النبي يوسف، بعد أن لم يعجب زليخا اسمه العبراني. هونيفر لم يُرزق بالأولاد، وكان يعتبر يوسف مثل ابنه، وكذلك يوسف كان يعتبره مثل والده الحنون. وقد مات هونيفر بعد 12 سنة من قدوم يوسف للقصر، وقبل موته آمن بالله ونبذ عبادة آمون، وبالتالي كان ثالث من يؤمن بيوسف: بعد قطمير وفليح، وأول من آمن من المصريين به.
رودامون
الممثل (إسرافيل علمداري)؛ الممثل (بلال بشتاوي)
وهو جندي كان يعمل في البداية كرئيس لحراس قصر بوتيفار. بعد وفاة الأخير، سرحت زليخا جميع الحراس، عدى رودامون، لكنه لم يقدر بمفرده بأن يحرس قصر بوتيفار الكبير، بل كان وجوده فيه بلا فائدة، فتقدم بطلب لزليخا بأن تسرحه، فأذنت له فترك القصر. ثم بعد ذلك تولى لفترة قصيرة مهمة حراسة مرسى النيل، بعدها التحق بجيش مصر، وخلفه في حراسة المرسى صديقه القديم مورومورياس. وفي جيش مصر، ذهب مع قائد الجيش هورنهوب، إلى الشامات في حدود مصر ليحاربوا أعدائها، واستغرقت هذه المهمة 10 سنوات. بعد هزيمة دين آمون أمام جيش مصر بفترة قصيرة، التقى بالنبي يوسف وطلب منه الأخير مرافقته، فأصبح هو الضابط الذي يحرس قصر يوسف. رودامون هو من عَلمَ النبي يوسف عندما كان في قصر بوتيفار فنون القتال، بالمقابل علمه النبي يوسف كيف يعبد الله. وعندما دخل النبي يوسف السجن، أوصى رودامون رئيس سجن زاويرا كيدامين -الذي هو من أعز أصدقائه- بأن يحرس يوسف ويهتم به ويُعِينه في إصلاح أوضاع السجن والسجناء. ففعل كيدامين ذلك. وظل يراقب يوسف من بعيد. رودامون هو من قبض على بنيامين، الذي دبر له أخوه يوسف مكيدة السرقة ليبقيه عنده في مصر.
هويا
الممثل (مهدي منصور كوهي)؛ مؤدي الصوت (رودي قليعاني)
اسمه هويا بن هورديديه وهو مباشر مائدة قصر بوتيفار. بعد أن اشترى بوتيفار يوسف، قرر أن يعين يوسف مباشراً جديداً لمائدته، وتسريح هويا إلى حقول البردي ليعمل فيها، لكن النبي يوسف تقدم بطلب لبوتيفار بإن يعيد هوفر لمهمته السابقة كمباشر لمائدته، فأعاده بوتيفار. عندما حل القحط قامت زليخا باعتاق رقبته لإنها لم تعد قادرة على الانفاق عليه بعد موت بوتيفار، ولإنه بحسب قوانين حكومة مصر، العبيد لا يستلمون الحنطة إلا من سيدهم، ولا يُعطونَ الحنطة إلا بعد اعتاقهم، وهذا ما فعلته زليخا، فقامت باعتاق عبيدها بما فيهم هويا ليتمكنوا من استلام الحنطة.
سوفر
الممثل (مجتبى بي طرفان)؛ مؤدي الصوت (عماد فغالي)
وهو مدير مكتبة قصر بوتيفار، والقارئ الخاص لبوتيفار (بوتيفار لديه عادة، وهو إنه لا ينام عادة قبل أن يقرأ له أحداً كتباً له). بعد أن اشترى بوتيفار يوسف، لم يعد يستسيغ سوفر، فقرر أن يعين يوسف قارئاً جديداً له، وتسريح سوفر إلى حقول البردي، ليعمل فيها، لكن النبي يوسف تقدم بطلب لبوتيفار بإن يعيد سوفر لمهمته السابقة كقارئاً خاصاً له، فأعاده بوتيفار. عندما حل القحط، قامت زليخا باعتاق رقبته، لإنها لم تعد قادرة على الانفاق عليه بعد موت بوتيفار، ولإنه حسب قوانين حكومة مصر، العبيد لا يستلمون الحنطة إلا من سيدهم، ولا يُعطون الحنطة إلا بعد إعتاقهم، وهذا ما فعلته زليخا، قامت باعتاق عبيدها بما فيهم سوفر، ليتمكن من استلام الحنطة.
نينيفر كيبتا
الممثل (علاء محسني)؛ مؤدي الصوت (علي الزين)
وهو أحد الحراس السابقين لقصر بوتيفار. في أحد الأيام، غفى زميله مورومورياس أثناء نوبة حراسته، فقام بالدخول إلى حجرة الذهب، وسرق ذهباً وجواهر وخرج، وعند خروجه اِسْتَيْقَظَ مورومورياس وشاهده يخرج، بعد ذلك عندما علم رودامون بالسرقة، أمر الحراس بالقبض عليهما، وطلب منهما أن يعترفا أيهما السارق، لكنهما أبيا الأعتراف، وتبادلا التهم، حينها جاء هونيفر [رئيس خدام قصر بوتيفار] مصطحباً النبي يوسف؛ لكي يطلعه على أقسام القصر والمقيمين فيه، وعندما وصل هونيفر إلى المكان الذي قبض فيه رودامون عليهما، أخبره الأخير بالقضية. واقترح هونيفر بأن يتدليا من حبل المشقة، حينها قال مورومورياس: أنا لم أسرق شيئاً هل تُراني سرقت شيئاً من قبل؟ أما نينيفر كيبتا، فقد قال: أساساً، لم تكن نوبة حراسي في اليوم الذي وقعت فيه السرقة. فقال له رودامون: لكنه قال إنه (يقصد مورومورياس) شاهدك حاضراً في نوبة حراسته. فأنكر نينيفر كيبتا ذلك. حينها اعترف مورومورياس بإنه غفى أثناء نوبة حراسته، ولكنه أكد إنه عندما استيقط شاهد نينيفر يخرج من حجرة الذهب، وهكذا اتهم رودامون مورومورياس بالتقصير. فأمر هونيفر بإن يزج مورومورياس في السجن ويطلق سراح نينيفر كيبتا، ففرح نينيفر كيبتا بهذا الحكم، وبدأ مورومورياس بلعن نينيفر كيبتا. لكن حينها تدخل النبي يوسف وقال لهونيفر إنه: يستطيع أن يعرف أيهما السارق. لكن هونيفر قال: لا تستطيع فعل ذلك، لكن يوسف أكد له مرة أخرى إنه يستطيع ذلك، وعندما سأله هونيفر: هل أنت واثق؟ أجاب: نعم، وقد تعلمت ذلك من أبي، فهو أعرف الناس بفنون القضاء. حينها طلب يوسف من الحراس بأن يركعوا المتهمين، ثم أمر بتعصيب عيونهم، ثم أمر رودامون، بأن يتظاهر بضرب عنق أحدهما بالسيف، حينها ذعر نينيفر كيبتا، واعترف بإنه هو السارق، فأُفتِضحَ أمام الناس وضحك سكان القصر عليه، ثم أمر هونيفر بإن يزج بالسجن. وأُرسِلَ إلى سجن زاويرا، ومكث في السجن 12 سنة.
قبل أشهر من خروجه من السجن، دخل النبي يوسف السجن معه. وقد كان السجناء قبل أن يدخل يوسف السجن، تحت رحمة نينفر كيبتا، الذي كان يريد إثبات سطوته وهيمنته على السجناء عن طريق العراك معهم. وقد عاقبه كيدامن رئيس السجن على ذلك مراراً، لكن من دون جدوى. أخيراً، تخلص السجناء من شَرِهِ فور دخول النبي يوسف السجن، فعندما رآه يوسف يضرب بنتو بوحشية، وأثخن جسمه بالجراحات، وكاد أن يقتله من شدة الضرب، طلب من حراس السجن التدخل لكنهم كانوا لا يكترثون لذلك، بل إن أحد الحراس خاطب النبي يوسف متهكماً وقال: كلنا سنموت في النهاية بطريقة ما. بعد ذلك تدخل النبي يوسف، وأوقف نينيفر كيبتا، لكن عندما فعل ذلك أتى كيدامين، وأمر بجلدهما بالسياط، ولإن نينيفر كيبتا بدأ بالشجار، فله 100 ضربة مقابل 50 ليوسف، ثم أمر بزج نينيفر كيبتا في الحبس المنفرد، وأمر بتطبيق القانون، ومعاقبة كل من يتسبب بالشجار، وهكذا تخلص السجناء من شر نينفر كيبتا، ونجا بنتو بحياته بفضل النبي يوسف. بعد ذلك عندما عرفه النبي يوسف بنفسه، بإنه هو الفتى الذي كشف سرقته في قصر بوتيفار، فتذكر نينيفر كيبتا الحادثة، وحقد حقداً شديداً على النبي يوسف، وتوعدَهُ بالقتل، لكن النبي يوسف كان دائماً ينصحه، ويعظه، ويحاول أن يتقرب منه وأن يصبحا صديقين، لكن نينيفر كيبتا كان يرفض ذلك دائماً. نينيفر كيبتا هو السجين الوحيد الذي لم يؤمن بنبوة يوسف، وبقي مشركاً على دين آمون، وعندما تحقق تأويل النبي يوسف لرؤيا أبوبيس وبيناروس قال له: كيف عرفت ذلك سحراً، أم شعوذة؟ فَردَ عليه بإنه من عند الله، لكن نينيفر كيبتا غضب وقال: أنا لست أحمق لأصدقك أقوالك، ثم قال ليوسف: حسناً يا جناب يوزرسيف، هل ثمة جديد تتحفنا به من السحر، والشعوذة، والتكهن؟ حينها قال له النبي يوسف: أخبرني بكم سنة حكموا عليك بالسجن هنا؟ فأجابه: وإلى الأبد، زاويرا هي مكان المنسيين. لكن يوسف قال له: أنت ستخرج من السجن قريباً. فوعده نينيفر كيبتا بإنه إذا صدق تنبؤه هذا، فسيعترف به كأعظم مشعوذي مصر. وبالفعل، بعد بضع أيام، تحققت نبؤة النبي يوسف، فخرج نينيفر كيبتا من السجن بعد 12 سنة، وذلك بعد أن قدم كهنة معبد آمون طلباً للعفو عنه، وطلبوا التحاقه بالمعبد، ففعل نينفر كيبتا ذلك.
والتحق بالمعبد، وبدأ يعمل كقاتل مستأجر عند باديامون، ينفذ عمليات التصفية التي يأمر بها المعبد، والتي من ضمنها أمر قتل كبير معبري المعبد. بعد خروج النبي يوسف من السجن، وتعيينه من قبل الحاكم كمستشاراً له، قرر ألخماهو أن يدبر خطة ليقتل يوسف، وأمر باديامون بأن يجد له رجلاً ينفذ هذه الخطة، فأحضر باديامون له نينيفر كيبتا، وأغراه ألخماهو بألف دبن، لكي يقتل يوسف، لكن نينيفر كيبتا طالب بعشرة أضعاف هذا المبلغ لكي ينفذ الأمر، فقبل ألخماهو. ولكن ألخماهو لم يكن متشدداً في أمر القتل بل يعارضه، إلا إذا اضطر لذلك، وبعد وفاة بوتيفار تخلى عن فكرة القتل مؤقتاً، وانتظر أمنحوتب؛ ليرى من سيعين خليفة لبوتيفار في منصب عزيز مصر، فإن كان يوسف سيمضون في قتله، وإن كان شخص آخر، فسيجعلون ذلك الشخص يزيح يوسف عن السلطة، وكان ألخماهو وباقي الكهنة يتوقعون بأن هورنهورب هو من سيخلف بوتيفار، لكن أمنحوتب عين يوسف عزيزاً لمصر. الأمر الذي جعل ألخماهو يعيد فكرة القتل، ولكن نينيفر كيبتا فشل في قتل يوسف بسبب تدخل نيمي سابو الذي حال دون طعن يوسف بالسيف، لكن نينيفر نجح في إصابة نيمي سابو، ولكن برز له مالك بن زعر في القتال مبارزة بالسيف، وفي النهاية قُتل على يد مالك بن زعر.
مورومورياس
هو في البداية كان أحد حراس قصر بوتيفار وصديقاً لرودامون. في أحد الأيام، غفى أثناء نوبة حراسته، فدخل زميله نينيفر كيبتا إلى حجرة الذهب، وسرق ذهباً وجواهر وخرج، وعند خروجه اِسْتَيْقَظَ مورومورياس وشاهده يخرج، بعد ذلك عندما علم رودامون بالسرقة، أمر الحراس بالقبض عليهما، وطلب منهما أن يعترفا أيهما السارق، لكنهما أبيا الأعتراف، وتبادلا التهم، حينها جاء هونيفر [رئيس خدام قصر بوتيفار] مصطحباً النبي يوسف؛ لكي يطلعه على أقسام القصر والمقيمين فيه، وعندما وصل هونيفر إلى المكان الذي قبض فيه رودامون عليهما، أخبره الأخير بالقضية. واقترح هونيفر بأن يتدليا من حبل المشقة، حينها قال مورومورياس: أنا لم أسرق شيئاً هل تُراني سرقت شيئاً من قبل؟ أما نينيفر كيبتا، فقد قال: أساساً، لم تكن نوبة حراسي في اليوم الذي وقعت فيه السرقة. فقال له رودامون: لكنه قال إنه شاهدك حاضراً في نوبة حراسته. فأنكر نينيفر كيبتا ذلك. حينها اعترف مورومورياس بإنه غفى أثناء نوبة حراسته، ولكنه أكد إنه عندما استيقط شاهد نينيفر يخرج من حجرة الذهب، وهكذا اتهم رودامون مورومورياس بالتقصير. فأمر هونيفر بإن يزج مورومورياس في السجن ويطلق سراح نينيفر كيبتا، ففرح نينيفر كيبتا بهذا الحكم، وبدأ مورومورياس بلعن نينيفر كيبتا. لكن حينها تدخل النبي يوسف وقال لهونيفر إنه: يستطيع أن يعرف أيهما السارق. لكن هونيفر قال: لا تستطيع فعل ذلك، لكن يوسف أكد له مرة أخرى إنه يستطيع ذلك، وعندما سأله هونيفر: هل أنت واثق؟ أجاب: نعم، وقد تعلمت ذلك من أبي، فهو أعرف الناس بفنون القضاء. حينها طلب يوسف من الحراس بأن يركعوا المتهمين، ثم أمر بتعصيب عيونهم، ثم أمر رودامون، بأن يتظاهر بضرب عنق أحدهما بالسيف، حينها ذعر نينيفر كيبتا، واعترف بإنه هو السارق، فأُفتِضحَ أمام الناس وضحك سكان القصر عليه، ثم أمر هونيفر بإن يزج بالسجن. حينها شكر مورومورياس النبي يوسف كثيراً على تبرئته من السرقة، فقال له يوسف: لولا رغبتي بخلاصك من القصاص، لما سمحت بإن يفتضح نينيفر كيبتا أمام الناس. لكن رودامون قال: ليس بريئاً كما يخيل إلينا، ثم وجه كلامه لمورومورياس وقال له: إن غفلت عن موضع حراستك مرة أخرى فسأعاقبك بشدة، فشكره مورومورياس وإنصرف. بعد هذه الحادثة بعقود ترك مورومورياس قصر بوتيفار، وعمل في حراسة مرسى النيل.
البستاني
مؤدي الصوت طه العبد
وهو من يعتني ببستان قصر بوتيفار. وهو من أواخر من بقي من الخدم في قصر بوتيفار. ثم قامت زليخا عند حلول القحط، باعتاق رقبته، لإنها لم تعد قادرة على الإنفاق عليه بعد وفاة بوتيفار، ولإن حسب قوانين حكومة مصر العبيد لا يستلمون الحنطة إلا من مولاهم، ولا يُعطون الحنطة إلا بعد إعتاقهم، وهذا ما فعلته زليخا إذ قامت باعتاق عبيدها بما فيهم البستاني ليتمكنوا من استلام الحنطة.

### قصر حكومة مصر
من الشخصيات التي ظهرت في المسلسل وكانت تسكن في القصر الذي إتخذه ملوك مصر لحكم البلاد كالآتي:
أمنحوتب الرابع/أخناتون
الممثل (رحيم نوروزي)؛ مؤدي الصوت (ربيع بحر صافي)
هو ابن حاكم مصر أمنحوتب الثالث، والسيدة تي، وكان في فترة ولاية عهده، يُعرف بأمنحوتب الشاب، أما عندما أصبح الحاكم بعد وفاة أبيه، بدأ يُعرف بأمنحوتب الرابع. بعد توليه منصب الحاكم فوراً، رأى منامين في ليلتين متتاليتين: في الليلة الأولى، رأى إن سبع بقرات سمان خرجن من النيل، وبدأن بالرعي بالقرب من الشاطئ، ثم إذا بالنيل قد جف، وخرجت من تحت التراب سبع بقرات عجاف، وهذه البقرات العجاف أكلن البقرات السمان. فاستقيظ الحاكم مذعوراً في وسط الليل، وأمر حراس قصره بإحضار الكهنة والمعبرين واستدعاء بوتيفار وذلك لكي يقوم المعبرين بتعبير رؤياه، لكن المعبرين عجزوا عن تفسيرها. فقال لهم ألخماهو بإن يقولوا للحاكم بإن رؤياه هي من أضغاث الأحلام ومن الرؤى المشوشة والمضطربة، وهم لا يفسرون هكذا نوع من الأحلام. لكن الحاكم لم يصدقهم وقال لهم: لا شك إن رؤياي صادقة ولكنكم عاجزون عن تعبيرها. ثم طلبت تي والدة الحاكم بأن يعطيهم مهلة، فأمهلهم. وفي الليلة التالية رأى أمنحوتب الرابع مناماً مشابهاً لحقيقة المنام الأول، إذ إنه رأى إن سبعة سنابلاً خُضِراً ملئة قد يبسن بفعل ظهور سبع سنبلات يابسات، فقام الحاكم باستدعاء المعبرين مرة أخرى، ولكنهم عجزوا أيضاً عن تفسيرها، فأمر بزجهم في السجن. لكن بعد أن ذكر ساقِيه بيناروس، إن هناك شاب عبراني سجين وهو معبر عظيم، عبر له رؤياه وفسرها له بإنه سيخرج من السجن، مع تعبيره أيضاً لرؤيا أبوبيس بإن سيصلب، وقد تحقق التعبيران بعد ثلاث أيام، فمنح الحاكم فرصة ثانية للمعبرين وأمهلم ليأتوا بتعبير رؤياه. وطلب الحاكم من بيناروس أن يذهب إلى السجن ويأخذ تفسير الرؤيا من يوسف، ففسر يوسف الرؤيا بإن مصر مقبلة على سبع سنوات من الوفرة وسبع سنوات من القحط. فقرر أمنحوتب أن يخرجه من السجن، وطلب رؤيته، لكن يوسف اشترط أن يسأل عن حال النسوة اللاتي قطعن أيديهن لكي يخرج من السجن لإنه طلب رفع التهم الباطلة عنه، ولإنه لا يريد لحاكم مصر أن يتعامل مع من يتهمونه بخيانة أسياده. فأحضر الحاكم النسوة ومعهن زليخا وطلب منهن أن يخبرنه بالحقيقة ومن هو المذنب؟ فاعترفن جميعاً بما فيهن زليخا بذنهبن، وإنهن من أغوين يوسف، لكنه كان يردهن خائبات. وبعد اعترافهن، زج بهن الحاكم في السجن؛ فتحقق شرط خروج يوسف من السجن، وهكذا أخرجه الحاكم. ثم أقام مناظرة بينه وبين كهنة معبدة آمون على تفسير الرؤيا، وقد عجز الكهنة ومعبريهن عن تفسيرها، فجل ما توصلوا إليه في بحثهم عن تفسير الرؤيا، هو إن البقرة في سنن وأساطير مصر القديمة، تفسر على إنها سَنة، وهكذا هزمهم يوسف في تعبير الرؤيا، ولحسن حظ المعبرين، لم يفعل الحاكم لهم شيئاً لإنه كان مسروراً جداً بتأويل يوسف لرؤياه ولم يشأ أن يوبخهم لكي لا ينقلب هذا السرور إلى غضب. حينها طلب الحاكم من يوسف أن يخبره بجميع طلباته لينفذها، فطلب الأخير طلبين: الأول الإفراج عن جميع سجناء زاويرا، والطلب الثاني إخراج زليخا وجميع النسوة اللاتي قطعن أيديهن، وقام الحاكم بترك تنفيذ الأمر ليوسف، الذي عينه مستشاراً له، وأصدر يوسف فرمانين، الأول عن إفراج سجناء زاويرا، والثاني الإفراج عن النسوة، فخرجن من السجن جميعاً. بعد تفسير يوسف للرؤيا طلب أمنحوتب من أشراف مصر أن يجدوا طريق حل لخطر القحط، فأجابه النبي يوسف بإن: طريق الحل، هو استغلال سنوات الوفرة بالزراعة، وإدخار الفائض من حاجة الناس من الحنطة لزمان القحط، فأيد الحاكم حل يوسف. ثم طلب الحاكم من الأشراف أن يخبروه عن شخص يتولى مسؤولية هذه المهمة الثقيلة فعرضوا عليه اسمين وهما: بوتيفار وهورنهوب، لكن الحاكم رفضهما؛ لإن بوتيفار على فراش المرض ولن يعيش طويلاً، وهورنهورب هو رجل حرب فقط. ثم جاء أمر من الله، بأن يتولى يوسف هذه المسؤولية العظيمة، فطلب من الحاكم أن يُعَينه على رأس خزينة الدولة، فقبل الحاكم وعينه، وهكذا تولى يوسف منصب مستشار حاكم مصر، صاحب المقام الذهبي، ورئيس الخزينة في مصر. وأثار هذا القرار قلق الكهنة، لإن يوسف يجاهر بالعداء لآمون، فقرروا أن يكسبوا دعم اثنين من أشراف القصر؛ ليمنعوا تعاظم شأن النبي يوسف. والشخصان هما: هورنهوب، رئيس حراس قصر أمنحوتب، والشخص الثاني هي السيدة تي، والدة أمنحوتب، وبدأ ألخماهو بتحريض الأخيرة على يوسف عند ولدها الحاكم، إذ قال لها: بإنه لا يجوز لغريباً أن يتسلط على أموال حكومة مصر، وبوهب يوسف لأراضي الحاكم إلى المزارعين؛ ستفتقر حكومة مصر، وستصبح عاجزة، ولن تقوى على مواجهة باقي الدول المجاورة، في حال هاجمت مصر. وقد نقلت تي هذه المخاوف لابنها، فوعدها بعزل يوسف إذا لم يجب عن تساؤلاتها. وقام الحاكم باستدعاء يوسف، وأجاب الأخير بإنه: لن يهب الناس الأراضي بالمجان، إنما يهبهم مقابل ثرواتهم، أو أراضيهم؛ وبهذه الطريقة ستسترد حكومة مصر جميع ما وهبته مرة أخرى. ثم بعد ذلك قرر الكهنة البدء أيضاً بإدخار الحنطة ليواجهوا يوسف، وقاموا بزرع العديد من العيون في قصر أمنحوتب، بما فيهم السيدة تي، والدة أمنحوتب الرابع.
ثم قرر ألخماهو أن يدبر خطة لقتل يوسف، وأمر باديامون بأن يجد له رجلاً ينفذ هذه الخطة. فجلب له باديامون نينيفر كيبتا وأغراه ألخماهو بألف دبن؛ لكي يقتل يوسف، لكن نينيفر كيبتا طالب بعشرة أضعاف هذا المبلغ لكي ينفذ الأمر، فقبل ألخماهو. ولكن ألخماهو لم يكن متشدداً في فكرة القتل، بل كان يعارض القتل، إلا إذا اضطر لذلك. وبعد وفاة بوتيفار، تخلى عن فكرة القتل مؤقتاً، وانتظر أمنحوتب ليرى من سيعين خليفة لبوتيفار في منصب عزيز مصر، فإن كان يوسف سيمضون في قتله، وإن كان شخص آخر، فسيجعلون ذلك الشخص يزيح يوسف عن السلطة. وكان ألخماهو وباقي الكهنة يتوقعون بأن هورنهورب هو من سيخلف بوتيفار، لكن أمنحوتب عين يوسف عزيزاً لمصر، مما جعل ألخماهو يعيد فكرة القتل، لكن نينيفر كيبتا فشل وقتل على يد مالك. قبل أن يُقتل نينيفر، وبعد أن عرف أمنحوتب بخطة الكهنة للنيل من حياة يوسف، استدعاه، لكن النبي يوسف طمأنه بإنه لن يحصل له شيء. ثم سأله عن دينه فقال له: أنا لا أعرف من يكون إلهك. بعد ذلك دعاه النبي يوسف لدين التوحيد، فآمن بالله وبدأ يدعوا الله باسم «آتون»، وغير اسمه إلى «أخناتون» ويعني عبد آتون. وأعلن عن تغيير دينه واسمه في مراسم تغسيل آمون بالدم، وأمر الكهنة بإغلاق معبد القصر، ثم قام برمي تمثال آمون في القصر، لكن الكهنة أمسكوا به قبل أن يسقط. عندما بدأ النبي يوسف بمهمة مواجهة القحط، قام في سنوات الوفرة السبعة، بادخار الفائض من حاجة الناس من الحنطة بسنابلها في المخازن، وقام الكهنة بادخار الحنطة أيضاً، لكن قمحهم فسد بعد سنتين فقط، وبعد ثلاث سنوات اكتشفوا ذلك؛ فألقوا بالحنطة في النيل فأثار هذا غضب سكان مصر، وعندما حل القحط اضطر الكهنة أن يشتروا الحنطة من حكومة مصر. وهكذا فقدوا جزءاً كبيراً من ثروة المعبد، فأعلن النبي يوسف مع حاكم مصر عن إن دين التوحيد أصبح دين مصر الرسمي، وأصبحت عبادة آمون جرماً، لكن أتباع آمون والكهنة بدأوا بإيذاء ومهاجمة عدد من المؤمنين، إلى أن أمر الحاكم قائد جيش مصر هورنهوب بالهجوم على المعبد، والقاء القبض على الكهنة، فنفذ هورنهوب الأمر، ووقعت معركة بين جيش مصر وجيش المعبد انتصر فيها جيش مصر، واُعتقل الكهنة بما فيهم ألخماهو، وهكذا انتصرت دعوة يوسف لأهل مصر للتوحيد. بعد ذلك حوكم ألخماهو مع كيموني وخوفو وأبوكي في قصر أمنحوتب من قبل يوسف، واعترف ألخماهو أثناء محاكمهته بإنه هو من كان يتكلم، ويوهم الناس إن آمون يتحدث معهم.
نفرتيتي
الممثلة (ليلى بلوكات)؛ مؤدية الصوت (ريما الأعور)
وهي زوجة أخناتون. ومثل زوجها كانت تكره كهنة المعبد، وتكفر بآمون، ثم آمنت بالله مع زوجها بعد دعوة النبي يوسف له لعبادة الله.
تي
الممثلة (بروانة معصومي)؛ مؤدية الصوت (جمانة الزنجي)
وهي زوجة أمنحوتب الثالث، وأم أخناتون. وهي على النقيض من زوجها وابنها، من أشد المتعصبين لدين آمون، وكانت تتجسس على أحاديث زوجها، وتنقل كل أسراره وأوامره للكهنة. وفعلت نفس الشيء مع ولدها أخناتون الحاكم الجديد، وكانت تنقل أخباره وأخبار النبي يوسف للكهنة، الأمر الذي جعل أخناتون يضع والدته تحت الإقامة الجبرية، ومنع تراسلها واتصالها بكهنة المعبد.
أمنحوتب الثالث
الممثل (جهانبخش سلطاني)؛ مؤدي الصوت (خالد السيد)
وهو حاكم مصر السابق، وزوج السيدة تي، ووالد أخناتون، وهو لا يعبد آمون ويمقت كهنة المعبد مقتاً شديداً بسبب طمعهم، فعزم على القضاء على المعبد. حينها قرر ألخماهو أن يقتله، وقد أشار عليه كيموني بتحريض أبوبيس على قتل أمنحوتب الثالث، وجلبه لألخماهو، فأخبره ألخماهو بإن أمنحوتب عازم على القضاء على المعبد، وأغراه بإن يجعله وزير الزراعة في مصر؛ إذا نفذ ذلك، بالإضافة إلى ذلك، سيعطيه 1000 قطعة ذهب، ففرح أبوبيس بذلك كثيراً، ولكنه طلب 2000 قطعة لإنه سيشرك بيناروس معه، فلم يمانع ألخماهو. وحاول أبوبيس تنفيذ الأمر مع بيناروس، وكانت الخطة بأن يضع السم في طعام أمنحوتب، ويضع بيناروس السم في شراب الحاكم، ليقتلاه هو وأفراد عائلته، لكن بيناروس غلبه الخوف، ولم ينفذ الأمر، بل إنه فضح أبوبيس أمام الملك بإنه يريد قتله، فزج الملك بهما في سجن القصر، ثم أمر بوتيفار بأن يضرب عنقيهما جزاء خيانتهما، لكن بوتيفار طلب من الملك أن يتريث قليلاً؛ لإنه اعتقد إنهما لا ينفذان أمراً كهذا من تلقاء أنفسهما، بل من أوامر صادرة إليهما، ولذلك طلب أن يحقق معهما، ليعرف الجهة التي حرضتهما على تنفيذ المكيدة، فأذن له الملك بذلك.
وقام بوتيفار بالتحقيق معهما داخل زنانة القصر، لكنهما لم يعترفا بشيء، فأمر هورنهورب بأن يُرسلهما بسرية وبدون أن يعرف أحد بهويتهما إلى سجن زاويرا، فأخذهما هورنهوب، وغطى وجهيهما، وأمر حراس السجن بأن يزجوا بهما في الحبس المنفرد. بعد ذلك، ذهب كيموني رفقة باديامون للبحث عن أبوبيس في كل مكان، وذهبوا لعائلته، فأخبروههم بإنه انقطعت أخباره منذ مدة، فوعدوهم بإنهم سيبحثون عنه. ثم ذهب كيموني إلى سجن زاويرا متنكراً، وادعى للحراس إنه أحد أقرباء أبوبيس، وجاء للبحث عنه، لكن الحراس قبضوا عليه وزجوا به في السجن، ثم أخبروا بوتيفار بالأمر، فجاء بوتيفار وقام بالتحقيق معهما ثم سأل أبوبيس: لقد جاء كيموني الكاهن للبحث عنك، فلماذا يا ترى؟ فأجابه أبوبيس: أنا لا أدري، يا عالي المقام. فقال له بوتيفار: فكر جيداً لن يأتي للبحث عنك من دون سبب. لكن أبوبيس ظل ينكر وقال: أنا لا أتذكر شيئاً. حينها قال له بوتيفار: حسناً، أنا سأساعدك على أن تتذكر (هذا التحقيق كان في غرفة التعذيب الخاصة بسجن زاويرا). حينها طلب بوتيفار من الحراس تعذيب أبوبيس بجلده بالسياط، ونتيجة التعذيب الشديد، أقر أبوبيس بإن مكيدة السوء بحياة الملك هي بتدبيراً من الكهنة، وإن ألخماهو هو من حرضه على فعل ذلك، وقد كانت الخطة أن يضع السم في طعام أمنحوتب، ويضع بيناروس السم في شراب الملك وإنه نفذ ما عليه، لكن بيناروس لم يفعل، فقد تمكن الخوف منه في المائدة، وأفسد كل شيء. ثم سأل بوتيفار بيناروس: لماذا كشفت الخيانة للملك؟ فأجاب بإنه: قد سمع بإن ملوك مصر هم أشباه الآلهة، وإن الآلهة لا يمكن قتلها.
وبعد أن عرف بوتيفار بالحقيقة، أمر بزجهما في السجن العام مع بقية السجناء. ثم ذهب وأخبر الملك بالحقيقة، ثم اتفقوا على عقد مناظرة بين أبوبيس وبيناروس وكيموني وباقي الكهنة ليعترف الكهنة بذنبهم. وفي يوم المناظرة تم جلبهم من السجن، لكن في طريق الذهاب إلى القصر، كيموني هدد أبوبيس بإن عائلته وأقربائه سيُقتلون إذا أخبر الملك بالمكيدة، فغلب أبوبيس الخوف، وادعى للملك إنه وحده من دبر مكيدة قتله، وأما كيموني ادعى إنه ذهب ليسأل عن أبوبيس ليطمئن عائلته عليه، لكن الحراس قبضوا عليه، فأمر الحاكم بإطلاق سراح كيموني وبيناروس، لإن الأخير لم يكن على علم بالقضية، وأمر بصلب أبوبيس، فصُلب في اليوم التالي للمناظرة وبقي معلقاً في الهواء، فأكلت الطيور من رأسه.
بيناروس
الممثل (أمير حسين مدرس)؛ مؤدي الصوت (ربيع بحر صافي)
وهو ساقي حكام مصر، أي الذي يجهز الشراب لهم، وهو صديق قديم لأبوبيس. عندما عزم أمنحوتب الثالث على القضاء على المعبد، قرر ألخماهو أن يقتله، وقد أشار عليه كيموني بتحريض أبوبيس على قتل أمنحوتب الثالث، وجلبه لألخماهو، فأخبره ألخماهو بإن أمنحوتب عازم على القضاء على المعبد، وأغراه بإن يجعله وزير الزراعة في مصر؛ إذا نفذ ذلك، بالإضافة إلى ذلك، سيعطيه 1000 قطعة ذهب، ففرح أبوبيس بذلك كثيراً، ولكنه طلب 2000 قطعة لإنه سيشرك بيناروس معه، فلم يمانع ألخماهو. وحاول أبوبيس تنفيذ الأمر مع بيناروس، وكانت الخطة بأن يضع السم في طعام أمنحوتب، ويضع بيناروس السم في شراب الحاكم، ليقتلاه هو وأفراد عائلته، لكن بيناروس غلبه الخوف، ولم ينفذ الأمر، بل إنه فضح أبوبيس أمام الملك بإنه يريد قتله، فزج الملك بهما في سجن القصر، ثم أمر بوتيفار بأن يضرب عنقيهما جزاء خيانتهما، لكن بوتيفار طلب من الملك أن يتريث قليلاً؛ لإنه اعتقد إنهما لا ينفذان أمراً كهذا من تلقاء أنفسهما، بل من أوامر صادرة إليهما، ولذلك طلب أن يحقق معهما، ليعرف الجهة التي حرضتهما على تنفيذ المكيدة، فأذن له الملك بذلك.
وقام بوتيفار بالتحقيق معهما داخل زنانة القصر، لكنهما لم يعترفا بشيء، فأمر هورنهورب بأن يُرسلهما بسرية وبدون أن يعرف أحد بهويتهما إلى سجن زاويرا، فأخذهما هورنهوب، وغطى وجهيهما، وأمر حراس السجن بأن يزجوا بهما في الحبس المنفرد. بعد ذلك، ذهب كيموني رفقة باديامون للبحث عن أبوبيس في كل مكان، وذهبوا لعائلته، فأخبروههم بإنه انقطعت أخباره منذ مدة، فوعدوهم بإنهم سيبحثون عنه. ثم ذهب كيموني إلى سجن زاويرا متنكراً، وادعى للحراس إنه أحد أقرباء أبوبيس، وجاء للبحث عنه، لكن الحراس قبضوا عليه وزجوا به في السجن، ثم أخبروا بوتيفار بالأمر، فجاء بوتيفار وقام بالتحقيق معهما ثم سأل أبوبيس: لقد جاء كيموني الكاهن للبحث عنك، فلماذا يا ترى؟ فأجابه أبوبيس: أنا لا أدري، يا عالي المقام. فقال له بوتيفار: فكر جيداً لن يأتي للبحث عنك من دون سبب. لكن أبوبيس ظل ينكر وقال: أنا لا أتذكر شيئاً. حينها قال له بوتيفار: حسناً، أنا سأساعدك على أن تتذكر (هذا التحقيق كان في غرفة التعذيب الخاصة بسجن زاويرا). حينها طلب بوتيفار من الحراس تعذيب أبوبيس بجلده بالسياط، ونتيجة التعذيب الشديد، أقر أبوبيس بإن مكيدة السوء بحياة الملك هي بتدبيراً من الكهنة، وإن ألخماهو هو من حرضه على فعل ذلك، وقد كانت الخطة أن يضع السم في طعام أمنحوتب، ويضع بيناروس السم في شراب الملك وإنه نفذ ما عليه، لكن بيناروس لم يفعل، فقد تمكن الخوف منه في المائدة، وأفسد كل شيء. ثم سأل بوتيفار بيناروس: لماذا كشفت الخيانة للملك؟ فأجاب بإنه: قد سمع بإن ملوك مصر هم أشباه الآلهة، وإن الآلهة لا يمكن قتلها. وبعد أن عرف بوتيفار بالحقيقة، أمر بزجهما في السجن العام مع بقية السجناء. ثم ذهب وأخبر الملك بالحقيقة، ثم اتفقوا على عقد مناظرة بين أبوبيس وبيناروس وكيموني وباقي الكهنة ليعترف الكهنة بذنبهم.
قبل ثلاثة أيام من إخراجهم من السجن لغرض المناظرة، رأى كل من أبوبيس وبيناروس منامين عجيبين، إذ رأى أبوبيس بإنه يحمل على رأسه سلة فيها الخبز والطعام، وتأتي الطيور وتأكل منها، أما بيناروس فرأى إنه يعصر ثلاث عناقيد من العنب ويصنع منها خمراً ويقدمها لأمنحوتب الثالث، ثم عرضا رؤياهما على النبي يوسف -الذي دخل السجن في نفس اليوم الذي قُبِضَ عليهما- وعندما طلبا تفسير الرؤيا منه، كانت نبوة يوسف ورسالته إلى أهل مصر قد بدأت، واشترط عليهما النبي يوسف، بأن يعداه بقبول أي شيء يقوله لهما وإن كان التفسير ليس لصالحهما، بالنسبة لأبوبيس قبل بالأمر، لكن بيناروس قال: لا يمكن أن نثق بكل ما تقول. حينها قرر النبي يوسف أن يثبت صدق كلامه لهما، حيث نبأهما بإن الطعام الذي سيأكله السجناء اليوم هو خبز حنطة وسمكاً مشوي، وبضع تمرات، حينها ضحكا وضحك كل السجناء على مقولة النبي يوسف وسخروا من كلامه وقالوا له: يوزرسيف نحن في سجن وليس في دار ضيافة. لكن بعد لحظات جاء الحراس بالطعام وكان نفس ما وصفه يوسف لهم (زليخا هي من بعثت الطعام للسجناء)، حينها لم يصدق السجناء ذلك، وأيقن أبوبيس وبيناروس، بإن كل ما يقوله يوسف صحيح، بعد ذلك عرض النبي يوسف عليهما وعلى سائر السجناء الإيمان بالله، وقال للسجناء بإنه أحد أنبياء الله المرسلين، فآمن به جميع السجناء، وآمن معهم، كل من أبوبيس وبيناروس، بعدها أول رؤياهما، وبدأ برؤيا بيناروس وقال له: أنت يا بيناروس، تأويل رؤياك هو إنك بعد ثلاثة أيام ستعود لسيرتك الأولى، وستحظى بالإحترام، لكونك ساقي الملك. ففرح بيناروس بذلك، ثم فسر رؤيا أبوبيس وقال له: أما أنت يا أبوبيس، فتأويل رؤياك هو إنك بعد ثلاثة أيام سَتُصلَب جزاءً على ما فعلت، وستبقى معلقاً هناك حتى تأكل الطير من رأسك. فصُدمَ أبوبيس، ثم أنكر رؤيته للمنام، وقال ليوسف: كذبت عليك، لم أرى مناماً أصلاً، عندما قال لي بيناروس رأيتُ رؤيا، قلت لنفسي، فلأصطنع لي رؤيا أيضاً. لكن بعد أن أعاد أبوبيس التفكير، وجد إن قول النبي يوسف صحيح، فصحيح إن الكهنة خانوا العهد معه، لكنه كان عازماً على قتل أمنحوتب، ولا بد له من العقاب، والموت عقاب بديهي لمن يحاول قتل الملك، وكان النبي يوسف يشعر بالحزن الشديد على أبوبيس؛ للجزاء الذي سيلاقيه، لكنه طمأنه إن الموت شيئاً بديهي، ويصيب الجميع، وإن إيمانه قبل موته لسعادة عظمى، وإنه إذا مات سينتقل إلى جوار ربه متنعماً بالراحة الأبدية، لكن أبوبيس قال: إن من يصلب لن يرسل إلى الغرب (كان المصريون القدماء يدفنون موتاهم في غرب مصر، ويسمونها أرض الأموات) وبالتالي سأهلك إلى الأبد، ولن أحظى بالراحة الابدية أبداً، لكن النبي خطأه وقال له: لا ينبغي للموحد أن يعتقد بما يراه الكفرة، ثم قال له: أنا لست قلقاً عليك بقدر ما أنا قلق على بيناروس، فسأله بيناروس: لماذا؟ وهل هناك خطر يتهدد حياتي؟ لكن النبي يوسف أجابه: بإن روحه هي التي بخطر، وإنه يخشى إذا ما خرج من السجن أن يعود إلى المعاصي فيخلف جبلاً من الآثام على ظهره قبل أن يموت. وبعد ثلاثة أيام، بدأ يتحقق تأويل يوسف لرؤياهما، إذ عقد أمنحوتب الثالث المناظرة، وطلبهما مع كيموني، فذهب هورنهورب وأحضرهم، وعندما وضعوا جميعاً في القفص، كانوا ملثمي الوجه لكي لا يتعرف عليهم أحد، ودارت محادثة بينهم حول قضية مكيدة المعبد بحياة الملك وقال كيموني لأبوبيس: هل تراك أعترفت بشيء؟ فقال أبوبيس: نعم. فقال كيموني: ولكن ألم تفكر فيما سيصيب أهل بيتك وأقاربك؟ لم يفت الآوان بعد، أنكر وقل لهم إن مقولتك كان نتيجة التعذيب الشديد، فغلب أبوبيس الخوف، وادعى للملك إنه وحده من دبر مكيدة قتله، وأما كيموني، ادعى إنه ذهب ليسأل عن أبوبيس ليُطمئن عائلته عليه، لكن الحراس قبضوا عليه، حينها حكم الملك على بيناروس بالبراءة لإنه لم يكن على علماً بالقضية وأعاده الملك إلى منصبه السابق، كساقي له.
قبل خروجه من السجن وعندما ودع بيناروس النبي يوسف أمره الأخير بأن يذكره عند الملك لكي يخرجه من السجن لكنه ندم على حاجته هذه وبكى، فأضاف الله سبع سنوات على المدة المقررة لسجنه، والتي كان من المفترض أن تكون سنة واحدة، لكنها أصبحت ثماني سنوات ليعوض يوسف عن مقولته هذه. أما بيناروس، فقد نسي بمعجزة إلهية هذا الطلب، ولم يتذكره إلا بعد مرور سبع سنوات، عندما رأى حاكم مصر الجديد، أمنحوتب الرابع، منامين عجز عن تفسيرهما جميع معبري الرؤيا في مصر، فذكر بيناروس يوسف للحاكم، فطلب الحاكم منه أن يذهب إلى السجن ويأتي بتفسير الرؤيا من يوسف، ففسر يوسف الرؤيا بإن مصر مقبلة على سبع سنوات من الوفرة، وسبع سنوات من القحط. فأخرجه الحاكم من السجن، وأقام مناظرة بينه وبين كهنة معبدة آمون على تفسير الرؤيا، فعجز الكهنة ومعبريهن عن تفسيرها، وهزمهم يوسف. ثم تولى يوسف منصب مستشار حاكم مصر، صاحب المقام الذهبي ورئيس الخزينة في مصر. وكان بيناروس في البداية من أكثر التابعين المخلصين له، كان دائماً ما يتجسس على الكهنة، وأعداء يوسف، وينقل أخبارهم إلى يوسف، وظل بهذا الوضع إلى أن قرر يوسف الخروج من قصر أمنحوتب، والبحث عن قصر جديد ليسكن فيه، فوجد له بيناروس بمساعدة مالك ونيمي سابو قصراً جديداً، فسكن فيه يوسف، وهكذا قلت مساعداته للنبي يوسف؛ لإنه بقي مع الحاكم في قصره ممارساً وظيفته كساقٍ للملك.
هورنهوب
الممثل (رضا رضوي)
هو في البداية كان رئيس حراس قصر الحاكم. وقد وصل لهذا المنصب بتزكية من الكهنة، وهو من اشترى يوسف كعبد لبوتيفار، وهو من أخرج يوسف من السجن بأمر من الحاكم الجديد أمنحوتب الرابع. هورنهوب كان ينتظر هو والكهنة أن يصبح هو عزيز مصر الجديد خلفاً لبوتيفار الذي مات، وذلك لإنه كان ساعد بوتيفار الأيمن في الحروب، لكن الحاكم فاجأ الجميع وعين النبي يوسف عزيزاً لمصر، وعين هورنهوب قائداً لجيش مصر، أي إنه سيعمل عند يوسف. في البداية شعر بالحزن، لكنه فيما بعد أيد قرار الحاكم، فهو لا يرى نفسه سوى جندياً محارباً، وهو لا يعرف شيئاً عن الزراعة، ولا هو مجرب بإدارة أموال الدولة، وأقر بإن الحاكم اختار أفضل منصباً يليق به وهكذا أصبح قائداً لجيش مصر. وفي زمان الوفرة بعثه الحاكم مع رودامون إلى حدود مصر لتطهيرها من الأعداء ويحاربهم، واستغرقت مهتهم عشر سنوات حققوا خلالها النصر على أعداء مصر. وعند عودتهم، أعلن الحاكم بأمر من النبي يوسف إن دين مصر الجديد أصبح دين التوحيد وإن عبادة آمون أصبحت جرماً، وأمر هورنهورب بأن يبعثوا بمنادين في كافة أنحاء مصر ويعلنوا هذا الأمر. لكن أتباع آمون والكهنة بدأوا بإيذاء ومهاجمة عدد من المؤمنين، إلى أن أمر الحاكم قائد جيش مصر، هورنهوب، بالهجوم على المعبد والقاء القبض على الكهنة، فنفذ هورنهوب ذلك، واندلعت معركة بين جيش مصر وجيش المعبد انتصر فيها جيش مصر، واُعتقل الكهنة، وقام هورنهورب بقتل باديامون قائد جيش المعبد، وهكذا انتصرت دعوة يوسف لأهل مصر بالتوحيد. لكن على الرغم من إن الفضل الأكبر في هزيمة دين آمون يعود لهورنهوب، إلا إنه خلافاً لغالبية أهل مصر، بقي مشركاً عابداً لآمون، ولكنه يقدم طاعة الملك على طاعة آمون، فهو بالنسبة له حكام مصر أنصاف الآلهة، وإن أخناتون خليفة الإله على الأرض.
زغلول
مؤدي الصوت (حسن المصري)
وهو من قادة حرس قصر الحاكم. وهو من نفذ حكم صلب أبوبيس وقتله، وذلك بجرح قدمه بسكين، فظل أبوبيس ينزف إلى أن مات.
تاكلوت
وهو أحد قادة حرس قصر أخناتون. وهو من أوصل الفرمان الحكومي الذي أصدره النبي يوسف مطالباً فيه بالإفراج عن سجناء زاويرا إلى كيدامين قائد السجن.
الحاجب
وهو الذي يبلغ الحاكم بوصول الضيوف ويبلغ ضيوف القصر أيضاً بحضور الحاكم وحاشيته.
مستشار أخناتون
الممثل محمد علي ساربان
وهو الرجل الذي يرافق أخناتون، حاكم مصر، ويقدم له المشورة.
مستشار أمنحوتب الثالث
وهو رجل كان يرافق أمنحوتب الثالث ويقدم له المشورة. وهو الذي اقترح على أمنحوتب الثالث أن يجري مناظرة بين أبوبيس، وبيناروس، وكيموني، وباقي الكهنة، ليعرفوا حقيقة محاولة اغتياله.
خادمة نفرتيتي
وهي خادمة ترافق نيفرتيتي دائماً، وتعمل على خدمة نفرتيتي زوجة أخناتون.
خادمة تي
وهي من تقوم بتولي خدمة السيدة تي، والدة أخناتون، وترافقها دائماً. وهي كانت توصل أخبار اتفاق الأخيرة مع الكهنة إلى بيناروس والآخرين لتنقذ حياة يوسف.
أبوبيس
الممثل (محمد علي سليمان تاش)؛ مؤدي الصوت (حسن المصري)
وهو مباشر مائدة أمنحوتب الثالث، وصديق بيناروس. عندما عزم أمنحوتب الثالث على القضاء على المعبد، قرر ألخماهو أن يقتله، وقد أشار عليه كيموني بتحريض أبوبيس على قتل أمنحوتب الثالث، وأحضره لألخماهو، فأخبره ألخماهو بإن أمنحوتب عازم على القضاء على المعبد، وأغراه بإن يجعله وزير الزراعة في مصر؛ إذا نفذ ذلك، بالإضافة إلى ذلك، سيعطيه 1000 قطعة ذهب، ففرح أبوبيس بذلك كثيراً، ولكنه طلب 2000 قطعة لإنه سيشرك بيناروس معه، فلم يمانع ألخماهو. وحاول أبوبيس تنفيذ الأمر مع بيناروس، وكانت الخطة بأن يضع السم في طعام أمنحوتب، ويضع بيناروس السم في شراب الحاكم، ليقتلاه هو وأفراد عائلته، لكن بيناروس غلبه الخوف، ولم ينفذ الأمر، بل إنه فضح أبوبيس أمام الملك بإنه يريد قتله، فزج الملك بهما في سجن القصر، ثم أمر بوتيفار بأن يضرب عنقيهما جزاء خيانتهما، لكن بوتيفار طلب من الملك أن يتريث قليلاً؛ لإنه اعتقد إنهما لا ينفذان أمراً كهذا من تلقاء أنفسهما، بل من أوامر صادرة إليهما، ولذلك طلب أن يحقق معهما، ليعرف الجهة التي حرضتهما على تنفيذ المكيدة، فأذن له الملك بذلك.
وقام بوتيفار بالتحقيق معهما داخل زنانة القصر، لكنهما لم يعترفا بشيء، فأمر هورنهورب بأن يُرسلهما بسرية وبدون أن يعرف أحد بهويتهما إلى سجن زاويرا، فأخذهما هورنهوب، وغطى وجهيهما، وأمر حراس السجن بأن يزجوا بهما في الحبس المنفرد. بعد ذلك، ذهب كيموني رفقة باديامون للبحث عن أبوبيس في كل مكان، وذهبوا لعائلته، فأخبروههم بإنه انقطعت أخباره منذ مدة، فوعدوهم بإنهم سيبحثون عنه. ثم ذهب كيموني إلى سجن زاويرا متنكراً، وادعى للحراس إنه أحد أقرباء أبوبيس، وجاء للبحث عنه، لكن الحراس قبضوا عليه وزجوا به في السجن، ثم أخبروا بوتيفار بالأمر، فجاء بوتيفار وقام بالتحقيق معهما ثم سأل أبوبيس: لقد جاء كيموني الكاهن للبحث عنك، فلماذا يا ترى؟ فأجابه أبوبيس: أنا لا أدري، يا عالي المقام. فقال له بوتيفار: فكر جيداً لن يأتي للبحث عنك من دون سبب. لكن أبوبيس ظل ينكر وقال: أنا لا أتذكر شيئاً. حينها قال له بوتيفار: حسناً، أنا سأساعدك على أن تتذكر. حينها طلب بوتيفار من الحراس تعذيب أبوبيس بجلده بالسياط، ونتيجة التعذيب الشديد، أقر أبوبيس بإن مكيدة السوء بحياة الملك هي بتدبيراً من الكهنة، وإن ألخماهو هو من حرضه على فعل ذلك، وقد كانت الخطة أن يضع السم في طعام أمنحوتب، ويضع بيناروس السم في شراب الملك وإنه نفذ ما عليه، لكن بيناروس لم يفعل، فقد تمكن الخوف منه في المائدة، وأفسد كل شيء. ثم سأل بوتيفار بيناروس: لماذا كشفت الخيانة للملك؟ فأجاب بإنه: قد سمع بإن ملوك مصر هم أشباه الآلهة، وإن الآلهة لا يمكن قتلها. وبعد أن عرف بوتيفار بالحقيقة، أمر بزجهما في السجن العام مع بقية السجناء. ثم ذهب وأخبر الملك بالحقيقة، ثم اتفقوا على عقد مناظرة بين أبوبيس وبيناروس وكيموني وباقي الكهنة ليعترف الكهنة بذنبهم.
قبل ثلاثة أيام من إخراجهم من السجن لغرض المناظرة، رأى كل من أبوبيس وبيناروس منامين عجيبين، إذ رأى أبوبيس بإنه يحمل على رأسه سلة فيها الخبز والطعام، وتأتي الطيور وتأكل منها، أما بيناروس فرأى إنه يعصر ثلاث عناقيد من العنب ويصنع منها خمراً ويقدمها لأمنحوتب الثالث، ثم عرضا رؤياهما على النبي يوسف -الذي دخل السجن في نفس اليوم الذي قُبِضَ عليهما- وعندما طلبا تفسير الرؤيا منه، كانت نبوة يوسف ورسالته إلى أهل مصر قد بدأت، واشترط عليهما النبي يوسف، بأن يعداه بقبول أي شيء يقوله لهما وإن كان التفسير ليس لصالحهما، بالنسبة لأبوبيس قبل بالأمر، لكن بيناروس قال: لا يمكن أن نثق بكل ما تقول. حينها قرر النبي يوسف أن يثبت صدق كلامه لهما، حيث نبأهما بإن الطعام الذي سيأكله السجناء اليوم هو خبز حنطة وسمكاً مشوي، وبضع تمرات، حينها ضحكا وضحك كل السجناء على مقولة النبي يوسف وسخروا من كلامه وقالوا له: يوزرسيف نحن في سجن وليس في دار ضيافة. لكن بعد لحظات جاء الحراس بالطعام وكان نفس ما وصفه يوسف لهم، حينها لم يصدق السجناء ذلك، وأيقن أبوبيس وبيناروس، بإن كل ما يقوله يوسف صحيح، بعد ذلك عرض النبي يوسف عليهما وعلى سائر السجناء الإيمان بالله، وقال للسجناء بإنه أحد أنبياء الله المرسلين، فآمن به جميع السجناء، وآمن معهم، كل من أبوبيس وبيناروس، بعدها أول رؤياهما، وبدأ برؤيا بيناروس وقال له: أنت يا بيناروس، تأويل رؤياك هو إنك بعد ثلاثة أيام ستعود لسيرتك الأولى، وستحظى بالإحترام، لكونك ساقي الملك. ففرح بيناروس بذلك، ثم فسر رؤيا أبوبيس وقال له: أما أنت يا أبوبيس، فتأويل رؤياك هو إنك بعد ثلاثة أيام سَتُصلَب جزاءً على ما فعلت، وستبقى معلقاً هناك حتى تأكل الطير من رأسك. فصُدمَ أبوبيس، ثم أنكر رؤيته للمنام، وقال ليوسف: كذبت عليك، لم أرى مناماً أصلاً، عندما قال لي بيناروس رأيتُ رؤيا، قلت لنفسي، فلأصطنع لي رؤيا أيضاً. لكن بعد أن أعاد أبوبيس التفكير، وجد إن قول النبي يوسف صحيح، فصحيح إن الكهنة خانوا العهد معه، لكنه كان عازماً على قتل أمنحوتب، ولا بد له من العقاب، والموت عقاب بديهي لمن يحاول قتل الملك، وكان النبي يوسف يشعر بالحزن الشديد على أبوبيس؛ للجزاء الذي سيلاقيه، لكنه طمأنه إن الموت شيئاً بديهي، ويصيب الجميع، وإن إيمانه قبل موته لسعادة عظمى، وإنه إذا مات سينتقل إلى جوار ربه متنعماً بالراحة الأبدية، لكن أبوبيس قال: إن من يصلب لن يرسل إلى الغرب وبالتالي سأهلك إلى الأبد، ولن أحظى بالراحة الابدية أبداً، لكن النبي خطأه وقال له: لا ينبغي للموحد أن يعتقد بما يراه الكفرة، ثم قال له: أنا لست قلقاً عليك بقدر ما أنا قلق على بيناروس، فسأله بيناروس: لماذا؟ وهل هناك خطر يتهدد حياتي؟ لكن النبي يوسف أجابه: بإن روحه هي التي بخطر، وإنه يخشى إذا ما خرج من السجن أن يعود إلى المعاصي فيخلف جبلاً من الآثام على ظهره قبل أن يموت. وبعد ثلاثة أيام، بدأ يتحقق تأويل يوسف لرؤياهما، إذ عقد أمنحوتب الثالث المناظرة، وطلبهما مع كيموني، فذهب هورنهورب وأحضرهم، وعندما وضعوا جميعاً في القفص، كانوا ملثمي الوجه لكي لا يتعرف عليهم أحد، ودارت محادثة بينهم حول قضية مكيدة المعبد بحياة الملك وقال كيموني لأبوبيس: هل تراك أعترفت بشيء؟ فقال أبوبيس: نعم. فقال كيموني: ولكن ألم تفكر فيما سيصيب أهل بيتك وأقاربك؟ لم يفت الآوان بعد، أنكر وقل لهم إن مقولتك كان نتيجة التعذيب الشديد، فغلب أبوبيس الخوف، وادعى للملك إنه وحده من دبر مكيدة قتله، وأما كيموني، ادعى إنه ذهب ليسأل عن أبوبيس ليُطمئن عائلته عليه، لكن الحراس قبضوا عليه، حينها حكم الملك على أبوبيس بالصَلب. وتولى بوتيفار تنفيذ الحكم، حيث دعى الناس ليروا كيف يقتل أبوبيس، وقام زغلول بصلب أبوبيس، إذ جرح قدم أبوبيس بسكين حاد، فضل ينزف حتى الموت، وقد كان أبوبيس مربوطاً بالحبال إلى الأعلى، ثم جاءت الطيور، وأكلت من رأسه، وبقي معلقاً هناك، وهكذا لم يتم دفنه أو إرساله للغرب، وقد فعلوا ذلك ليصبح طعاماً للكواسر.

### كهنة معبد آمون
وهم خدام آلهة مصر، ولا سيما آمون، الذي هو كبير آلهة مصر، والذي يعبده المصريون منذ 3000 سنة(1)، ومقر عملهم في معبد آمون، وكبير الكهنة هو ألخماهو، وقائد جيش المعبد هو باديامون. هؤلاء الكهنة هم مجموعة من الرجال الفاسدين والجشعين، فهم ابتدعوا دين آمون من أجل إشباع نزواتهم وشهواتهم، فهم بحجة خدمة آمون يجعلون الناس يهبون ما لديهم من أشهى أنواع الطعام ليوزعوها على الآلهة، والكهنة يزعمون للناس إنهم إذا وهبوا الطعام للآلهة؛ فستبارك الآلهة لهم وترزقهم، لكنهم في الحقيقة يلتهمون كل الطعام، فكل كاهن يأكل لوحده ما يأكله أربعة رجال، لذلك يمتاز معظم الكهنة ببدانتهم وسمنتهم الكبيرة، كما إن الكهنة يقومون باختيار النساء الحسناوات كزليخا زوجات لآمون، ويقومون هم بمعاشرة هؤلاء النساء وممارسة الجنس معهن. ولا يكتفي الكهنة بهذه الأفعال القبيحة، بل يقومون بالاعتداء على الأراضي الزراعية، ونهبها ويسبون النساء ليتخذوهن زوجات لآمون؛ وهذا جعل بعض الناس ومن ضمنهم حكومة مصر المتمثلة بأمنحوتب الثالث وبوتيفار، يضجون من أفعالهم، وكرههم، ومقتهم بشدة. ومن الكهنة الذين ظهروا في المسلسل:
ألخماهو
الممثل (عباس أميري)؛ مؤدي الصوت (عمر ميقاتي)
وهو الكاهن الأعظم في معبد آمون، ويحظى بمنزلة نصف إله، هو رجل فطن ولعوب وداهية، هو من كان يحدث الناس من وراء نافذة خلف آمون، فاعتقد الناس إن آمون يحدثهم. في بداية المسلسل كانت هناك عداوة بينه وبين حكومة مصر المتمثلة بالملك أمنحوتب الثالث، وعزيز مصر بوتيفار؛ لإن الأخيرين لا يعبدان آمون، نتيجة لذلك جعل الكاهن خوفو يعمل عند بوتيفار مع بعض الكهنة، أما بالنسبة لأمنحوتب فقد كانت زوجته تجسس عليه، وتنقل جميع خططته وإجراءاته تجاه المعبد إليه، وعندما أخبرته «تي» بإن أمنحوتب عازم على القضاء على المعبد، قرر أن يقتل الأخير، وقد أشار عليه كيموني بتحريض أبوبيس على قتل أمنحوتب الثالث، وجَلبه لألخماهو. وحاول أبوبيس تنفيذ الأمر مع بيناروس، لكن بيناروس فضحه، فزج الملك بهما في السجن.
بعد ذلك ذهب كيموني مع باديامون للبحث عن أبوبيس وذهبا إلى عائلته، فأخبروه إنه انقطعت أخباره منذ مدة، فوعدوها بإنهم سيبحثون عنه، وذهب كيموني إلى سجن زاويرا متنكراً، وادعى للحراس إنه أحد أقرباء أبوبيس، وقد جاء للبحث عنه، لكن الحراس قبضوا عليه وزجوا به في السجن، وأخبروا بوتيفار بالأمر، فعلم بوتيفار إن مكيدة السوء بحياة الملك هي بتدبير من الكهنة، فأخبر بدوره الملك، والذي أقام مناظرة بين أبوبيس وبيناروس وكيموني وباقي الكهنة ليعترف الكهنة بذنبهم، لكن كيموني هدد أبوبيس في طريقهم من السجن إلى القصر بإن عائلته وأقربائه سيُقتلون إذا أخبر الملك بالمكيدة؛ فغلب أبوبيس الخوف وزعم للملك إنه وحده من دبر مكيدة قتله. وأما كيموني فقد ادعى إنه ذهب ليسأل عن أبوبيس ليطمئن عائلته عليه، لكن الحراس قبضوا عليه، فلم يستطع الملك فعل شيء لألخماهو إلى أن مات.
بعد ذلك أصبح أعداؤه الجدد أمنحوتب الرابع ويوسف. كانت بداية عداوتهم عندما رأى حاكم مصر الجديد [أمنحوتب الرابع] منامين عجز عن تفسيرهما جميع معبري الرؤى في مصر، فذكر بيناروس يوسف للحاكم، فطلب منه الحاكم أن يذهب إلى السجن، ويأخذ تفسير الرؤيا من يوسف، ففسر يوسف الرؤيا بإن مصر مقبلة على سبع سنوات من الوفرة وسبع سنوات من القحط، فأخرجه الحاكم من السجن، وأقام مناظرة بينه وبين كهنة معبدة آمون على تفسير الرؤيا، فعجز الكهنة ومعبريهن عن تفسيرها وهزمهم يوسف. ثم تولى يوسف منصب مستشار حاكم مصر، صاحب المقام الذهبي، ورئيس الخزينة في مصر. وأثار هذا القرار قلق الكهنة؛ لإن يوسف يجاهر بالعداء لآمون، فقرروا أن يكسبوا دعم اثنين من أشراف القصر ليمنعوا تعاظم شأن النبي يوسف، والشخصان هما: «هورنهورب» رئيس حراس قصر أمنحوتب، والشخص الثاني هي «السيدة تي» والدة أمنحوتب، وبدأ ألخماهو بتحريض الأخيرة على يوسف عند ولدها الحاكم، حيث قالت له: بإنه لا يجوز لغريباً أن يتسلط على أموال حكومة مصر، فبوهب يوسف لأراضي الحاكم إلى المزارعين، ستفتقر حكومة مصر، وستصبح عاجزة ولن تقوى على مواجهة باقي الدول المجاورة، في حال هاجمت الأخيرة مصر، فوعد الحاكم أمه بإنه سيعزل يوسف إذا لم يجب عن تساؤلاتها، وقام الحاكم باستدعاء يوسف، وأجابه الأخير بإنه لن يهب الناس الأراضي بالمجان إنما مقابل ثرواتهم أو أراضيهم، وبهذه الطريقة ستسترد حكومة مصر جميع ما وهبته مرة أخرى.
ثم بعد ذلك قرر الكهنة أيضاً البدء بادخار الحنطة ليواجهوا يوسف. وقاموا بزرع العديد من العيون في قصر أمنحوتب، ثم قرر ألخماهو أن يدبر خطة لقتل يوسف، وأمر باديامون بأن يجد رجلاً لتنفيذ الخطة، فأحظر باديامون له نينيفر كيبتا، وأغراه ألخماهو بألف دبن لكي يَقتل يوسف، لكن نينيفر كيبتا طالب بعشرة أضعاف هذا المبلغ لكي ينفذ الأمر، فقبل ألخماهو ولكن ألخماهو لم يكن متشدداً كثيراً في فكرة القتل إلا إذا اضطر لذلك، وبعد وفاة بوتيفار قرر أن يتخلى عن فكرة القتل مؤقتاً، وينتظر من سيعين أمنحوتب خليفة لبوتيفار في منصب عزيز مصر، فإن كان يوسف سيمضون في قتله، وإن كان شخص آخر، فسيجعلون ذلك الشخص يزيح يوسف عن السلطة، وكان ألخماهو وباقي الكهنة يتوقعون بإن هورنهورب هو من سيخلف بوتيفار، لكن أمنحوتب عين يوسف عزيزاً لمصر؛ مما جعل ألخماهو يعيد فكرة القتل، لكن نينيفر كيبتا فشل، بل وقتل على يد مالك. ثم بدأ النبي يوسف بمهمته لمواجهة القحط، إذ إنه في سنوات الوفرة السبعة، ادخر الفائض من حاجة الناس من الحنطة بسنابلها في المخازن، وقام الكهنة بادخار الحنطة أيضاً، ولكن قمحهم فسد بعد سنتين فقط، وبعد ثلاث سنوات اكتشفوا ذلك، فألقوا بالحنطة في النيل، فأثار هذا غضب سكان مصر، وعند حلول القحط اضطر الكهنة أن يشتروا الحنطة من حكومة مصر، وهكذا فقدوا جزءاً كبيراً من ثروة المعبد.
فأعلن النبي يوسف مع حاكم مصر، إن دين التوحيد أصبح دين مصر الرسمي، وأصبحت عبادة آمون جرماً، لكن أتباع آمون والكهنة بدأوا بإيذاء ومهاجمة عدد من المؤمنين، إلى أن أمر الحاكم قائد جيش مصر هورنهوب بالهجوم على المعبد وإلقاء القبض على الكهنة، ونفذ هورنهوب الأمر. وحدثت معركة بين جيش مصر وجيش المعبد انتصر فيها جيش مصر، واُعتُقِلَ الكهنة بما فيهم ألخماهو، وهكذا انتصرت دعوة يوسف لأهل مصر بالتوحيد. بعد ذلك تمت محاكمة ألخماهو مع كيموني وخوفو وأبوكي في قصر أمنحوتب من قبل يوسف، واعترف خلال محاكمته بإنه هو من كان يتكلم ويوهم الناس بإن آمون يكلمهم، وقد تزامنت محاكمته هو وأتباعه مع قضية لقاء النبي يوسف بزليخا، ورد بصرها، وعودة شبابها، ورغم كل هذه المعاجز، إلا إن ألخماهو لم يؤمن أبداً، بل ذكر إنه: لا يصدق أصلاً بإن زليخا كانت ضريرة.
باديامون
الممثل (رضا آقا ربي)؛ مؤدي الصوت (طه العبد)
وهو رئيس حراس وقائد جيش المعبد، وزوج ميرتاتن. هو دائم الغضب ومتعصب لآمون، ويفكر دوماً بالانتقام من أعداء آمون. والذين كانوا في البداية أمنحوتب الثالث وبوتيفار. ثم أصبحا أخناتون ويوسف. وبعد أن أعلن الأخيران دين التوحيد ديناً رسمياً لأهل مصر قام بإثارة الشغب، وقتل أحد المؤمنين الذي رفض الإعتراف بربوبية آمون؛ فغضبت حكومة مصر وأعلن أخناتون تجريم عبادة آمون رداً على ذلك، لكن ذلك لم يمنع باديامون من غيه، بل قام رفقة العشرات من جنوده بالهجوم على مخازن الحنطة، وقاموا بمصادرة مقدار كبير جداً من الحنطة، وقتلَ وجرحَ جنوده العديد من الناس، ومن ضمنهم بنتو، ولكن تدخل النبي يوسف في اللحظات الأخيرة وجاء مع مرافقيه وجرحَ باديامون؛ مما اضطر هو وجنوده إلى الانسحاب والعودة إلى المعبد، وقد قام بنقل هذه الأحداث إلى ألخماهو، فقام الأخير بتوبيخه على حماقته هذه، لإنه كان على يقين من إن أخناتون سيهجم بجنده على المعبد. حينها قرر ألخماهو أن يذهب ويعتذر لأخناتون، لكن باديامون تمرد عليه، ومنعه بقوة السيف من الذهاب، وأمر حراس المعبد باحتجاز ألخماهو في المعبد. وقد صدق ظن ألخماهو، إذ إن أخناتون ملك مصر، أمر قائد جيشه هورنهوب بالهجوم على المعبد، والقاء القبض على الكهنة، فذهب هورنهوب وتلا أوامر أخناتون، لكن باديامون لم يسلم نفسه، بل حدثت معركة بين جنوده وجيش مصر، إذ إنه بينما كان مجموعة من جيش مصر يقومون بحمل قطعة خشب طويلة؛ ليحطموا بها باب المعبد، قام جنود المعبد، بأمر من باديامون، بصب القير المنصهر عليهم، مما أدى إلى جرح ومقتل العديد من الجنود، فأمر هورنهوب الرماة أن يرموا جنود الكهنة بالسهام، لحماية محطمي الباب، ففعلوا ذلك، وقتلوا معظم جنود باديامون الذين اضطروا للنزول من أعلى المعبد، والتوجه للباب الذي استطاع جيش مصر تحطيمه أخيراً، بعد ذلك حصلت مبارزة بالسيف بين قائدي الجيشين، أي هورنهوب وباديامون، وقُتل باديامون فيها على يد هورنهوب، وهكذا هُزم جيش آمون، وانتصر جيش مصر (جيش المؤمنين)، فانتصرت دعوة التوحيد ليوسف.
كيموني
الممثل (إسماعيل سلطانيان)؛ مؤدي الصوت (حسني بدر الدين)
وهو الذراع اليمنى لألخماهو. هو من أشار على ألخماهو بتحريض أبوبيس على قتل أمنحوتب الثالث، وقام بجلبه لألخماهو، وحاول أبوبيس تنفيذ الأمر مع بيناروس، لكن بيناروس فضحه، فزج الملك بهما في السجن. بعد ذلك ذهب كيموني مع باديامون للبحث عن أبوبيس، فذهبا لعائلته، فأخبروهم إنه انقطعت أخباره منذ مدة، فوعدوهم بإنهم سيبحثون عنه. وذهب كيموني إلى سجن زاويرا متنكراً وادعى لحراس السجن إنه أحد أقرباء أبوبيس وقد جاء للبحث عنه، لكن الحراس قبضوا عليه وزجوا به في السجن، وأخبروا بوتيفار بالأمر، فعلم بوتيفار إن مكيدة السوء بحياة الملك، هي من تدبير كهنة المعبد، فأخبر بدوره الملك، والذي أقام مناظرة بين أبوبيس وبيناروس وكيموني وباقي الكهنة ليعترف الكهنة بذنبهم، لكن كيموني هدد أبوبيس في الطريق بإن عائلته وأقربائه سيقتلون؛ إذا أخبر الملك بالمكيدة، فغلب أبوبيس الخوف، وادعى للملك إنه وحده من دبر مكيدة قتله، وأما كيموني ادعى إنه ذهب ليسأل عن أبوبيس ليطمئن عائلته، لكن الحراس قبضوا عليه، حينها أمر الملك بإطلاق سراحه فعاد والتحق بالكهنة. بعد هزيمة جيش باديامون أمام جيش مصر، قام هورنهورب بأمر من النبي يوسف بإلقاء القبض على جميع كهنة المعبد ومن ضمنهم كيموني، وحوكم لاحقاً مع ألخماهو وخوفو وأبوكي.
خوفو
الممثل (ناصر فروغ)؛ مؤدي الصوت (صبحي عيط)
وهو من كبار كهنة معبد آمون ومن مرافقي ألخماهو. عينه ألخماهو في البداية رئيساً لكنهة معبد آمون في قصر بوتيفار؛ بسبب عداوة بوتيفار مع الكهنة، لكن بعد وفاة الأخير، قامت زليخا بتسريحه مع جميع كهنة في قصر بوتيفار، فاُغلق معبد آمون في القصر وذهب والتحق بالمعبد الرئيسي. خوفو كان دائماً ما يعارض فكرة قتل يوسف والحاكم التي يطرحها باقي الكهنة؛ لإنه يخشى أن تنتقم منهم حكومة مصر، ودائماً يحاول إيجاد طرق لمحاربة يوسف دون عنف. أُلقي القبض على خوفو مع جميع الكهنة الآخرين، بعد هزيمة جيش باديامون أمام جيش مصر، وحوكم مع ألخماهو وكيموني وأبوكي في قصر أخناتون، وقد قوطعت محاكمتهم بسبب لقاء النبي يوسف بمربيته زليخا، ثم دعاؤه لها فارتدت بصيرة وعاد إليها شبابها وبعدما شاهد هذه المعجزات آمن بيوسف وترك عبادة آمون وآمن بالله رباً وتاب واستغفر له النبي يوسف. وهو الوحيد من الكهنة الذي آمن بيوسف، وقبل إعلان إيمانه قام بتوبيخ ألخماهو على عناده بعدم الايمان بالله، وقال له: مازلت على عنادك بعدم الإيمان برب يوزرسيف؟ مازلت تريد إتباع آمون العاجز الضعيف؟ ثم ترك الكهنة وذهب متجهاً للنبي يوسف طالباً منه أن يستغفر له، وقد حاول كيموني وأبوكي منعه من ذلك، لكن ألخماهو منعهم وترك خوفو يذهب.
أبوكي
الممثل (علي بكائيان)؛ مؤدي الصوت (سامي ضاهر)
وهو من كبار كهنة معبد آمون ومن مرافقي ألخماهو. عندما عرض مالك بن زعر النبي يوسف للبيع في سوق النخاسة كعبد، كان موجوداً في السوق ونوى أن يشتري يوسف لكي يجعله يخدم في المعبد، ويجذب الناس إلى المعبد بحسن وجهه. أبوكي هو من حرض أحد ضباط قصر أمنحوتب، لكي يقوم بقتل النبي يوسف وقد جرح ذلك الضابط ذراع النبي يوسف، لكن أتى مالك وأنقذ النبي يوسف منه وقبض عليه حراس القصر ثم قتل فيما بعد. بعد هزيمة جيش باديامون أمام جيش مصر، قام هورنهورب، بأمر من النبي يوسف، بإلقاء القبض على جميع كهنة المعبد، ومن ضمنهم أبوكي، وحوكم لاحقاً مع ألخماهو وكيموني وخوفو.
الكهنة الآخرون
هناك العديد من الكهنة الذين ظهروا في المسلسل، لكن لم يذكر أسمائهم مثل الباقين. ومن هؤلاء الكهنة: الكاهنان الذان كانا مع خوفو في قصر بوتيفار، وحصل بينهما وبين النبي يوسف -الذي اشتراه بوتيفار مؤخراً، وعينه مباشراً لمائدته- شجاراً. والسبب إن عدد الكهنة في قصر بوتيفار خمسة أنفار فقط، ولكنهم يطلبون وجبات تعادل وجبة طعام عشرون رجلاً، فقالوا له: بإنهم يهبون الطعام للآلهة لتبارك على عبيدها. فقال لهم يوسف: وإذا باركت الآلهة من سيأكل كل هذا الطعام؟ فأجابا: بإن الكهنة وخدام الآلهة من يأكلونها. بعد وفاة بوتيفار، قامت زليخا بتسريح جميع الكهنة لإنها لم تعد قادرة على منحهم رواتبهم، كما كان يفعل بوتيفار، فخرج هذين الكاهنين، والتحقوا بمعبد آمون، وأصبح أحدهما رئيس خزنة أموال معبد آمون، وهو من أعطى البشارة للنبي يوسف دون أن يدري، وهو إن المعبد فقد جزءاً كبيراً من ثروته ولم يعد آمون ثرياً كما في الماضي، مما جعل حكومة مصر تعلن دين التوحيد دين مصر الرسمي وتجريم عبادة آمون.
المعبرون
وهم أربعة رجال من أعظم معبري الرؤيا في مصر، وهم يتبعون معبد آمون. هم يعتمدون في تعبير الرؤى: على استخدام العظام، وأحجار النرد، وطلب العون من العفاريت، والشياطين، وأرواح أسلافهم، ومراقبة أحوال النجوم، وأيضاً يعبرون من خلال حدسهم، وتحقق أقوالهم ليس قطعياً. وهؤلاء المعبرين، كما الكهنة، يقضون حياتهم في الأكل ولا يقومون بمساعدة أحد. ظهر هؤلاء المعبرين لأول مرة عندما رأى حاكم مصر الجديد أمنحوتب الرابع منامين في ليلتين متتاليتين، فعندما استقيظ مذعوراً في وسط الليل من منامه الأول، أمر حراس قصره بإحظار الكهنة والمعبرين واستدعاء بوتيفار وذلك لكي يقوم المعبرين بتعبير رؤياه، لكن المعبرين عجزوا عن تفسيرها، فقال لهم ألخماهو، بإن يقولوا للحاكم بإن رؤياه هي من أضغاث الأحلام ومن الرؤى المشوشة والمضطربة، وهم لا يفسرون هكذا نوع من الأحلام، لكن الحاكم لم يصدقهم وقال لهم: لا شك، إن رؤياي صادقة، ولكنكم عاجزون عن تعبيرها. ثم طلبت تي والدة الحاكم بأن يعطيهم مهلة فأمهلهم. وفي الليلة التالية رأى الحاكم مناماً مشابهاً لحقيقة المنام الأول، فقام الحاكم باستدعاء المعبرين مرة أخرى، ولكنهم عجزوا أيضاً عن تفسيرها، فأمر بزجهم في السجن، لكن بعد أن ذكر ساقيه بيناروس إن هناك شاب عبراني سجين، وهو معبر عظيم عبر له رؤياه وفسرها له، بإنه سيخرج من السجن مع تعبيره أيضاً لرؤيا أبوبيس، بإنه سيصلب، وقد تحقق التعبيران بعد ثلاثة أيام -فمنح الحاكم فرصة ثانية للمعبرين وأمهلم ليأتوه بتعبير رؤياه، وطلب الحاكم من بيناروس أن يذهب إلى السجن ويأخذ تفسير الرؤيا من يوسف، ففسر يوسف الرؤيا بإن مصر مقبلة على سبع سنوات من الوفرة وسبع سنوات من القحط، فأخرجه الحاكم من السجن، وأقام مناظرة بينه وبين كهنة معبدة آمون على تفسير الرؤيا، فعجز الكهنة ومعبريهم عن تفسيرها، فَجُل ما توصلوا إليه في بحثهم عن تفسير الرؤيا، هو إن البقرة في سُنن وأساطير مصر القديمة تُفسر على إنها سَنة. وبالتالي هزمهم يوسف في تعبير الرؤيا، ولحسن حظ المعبرين لم يفعل لهم الحاكم شيئاً؛ لإنه كان مسروراً جداً بتأويل يوسف لرؤياه، ولم يشأ أن يوبخهم، لكي لا ينقلب هذا السرور إلى غضب. عندما فسر يوسف رؤيا الحاكم في المناظر، أيده كبير المعبرين، وصفق له، وهذا أثار غضب ألخماهو كبير الكهنة والذي عند خروجهم من القصر بدأ بتوبيخه وضربه بالعصا على رأسه فسال الدم من رأسه، ثم أمر باديامون بأخذه بعيداً، فأخذه باديامون وسلمه لنينيفر كيبتا، وقام الأخير بقتله ورمى جثه في النيل. لكن بحارة مرسى النيل اكتشفوا الجثة، وسلموها للكهنة، وقد تظاهر ألخماهو بالحزن عليه، وادعوا إنه انتحر؛ لإنه لم يتحمل مرارة الهزيمة أمام تعبير يوزرسيف (اسم النبي يوسف عند أهل مصر) لرؤيا الحاكم.

### عائلة النبي يوسف
النبي يوسف تزوج من امرأتين: الأولى أسينات تزوجها في زمان الوفرة، والثانية زليخا تزوجها في السنة الخامسة من سنوات القحط.
أسينات
الممثلة إلهام حميدي؛ مؤدية الصوت (أسمهان البيطار)
وهي ابنة كابوسيس -كبير الموحدين في معبد آتون- وزوجة النبي يوسف الأولى، وأم ولديه منسا وأفراهيم. عرضها أخناتون حاكم مصر، وزوجته نيفرتيتي، على النبي يوسف ليتزوجها، وذلك ليخلصاه من عزوبيته ووحدته، فوافق عليها النبي يوسف، وتزوجها وكان ذلك في السنة الخامسة من سنوات الوفرة، وأنجت له بنتاً تدعى منسا في نفس سنة الزواج، وبعدها أنجبت ولداً يدعى أفراهيم. بفضلها التقى النبي يوسف بمربيته زليخا بعد زمناً طويل، وعرف بافتقارها، وذهاب بصرها، وهرمها. حدث ذلك عندما ذهب ليلقي خطبة في معبد آمون، وهناك أتت زليخا التي أصبحت عجوزاً عمياء، ونادته باسمه، فأرسل النبي يوسف زوجته أسينات إلى زليخا لتنفذ طلباتها، لكن عندما علمت زليخا إن أسينات زوجة يوسف أُغمي عليها، لإنها كانت ما تزال تعشق يوسف. ثم قاموا بوضعها في قصر يوسف، ثم عرفت أسينات بقصة زليخا، وقررت أن تذهب لتشكوا زوجها يوسف (لإهماله زليخا) عند الحاكم. الذي اجتمع به يوسف ليحاكم الكهنة، وأتت أسينات، وشكت يوسف عند الحاكم على الملأ، مما تسبب في تأخير محاكمة الكهنة. ثم عندما علم النبي يوسف بإن تلك المرأءة العجوز هي مربيته زليخا، طلب من الحاكم أن يذهب لمقابلتها، لكن الحاكم رفض ذلك، وطَلَبَ إِحْضَارَ زليخا إلى قصره؛ لكي يروا جميعهم زليخا، وعندما أحضروها، دعى يوسف الله لها، فرد الله بصر زليخا، وأرجعها شابة، ثم أمر يوسف بأن يتزوجها، لكن زليخا، بعد عودة شبابها، ومعرفتها إن الله مصدر ذلك. إختلت بالله 40 ليلة، وبعد تمام الأربعين تزوجها يوسف.
أبناء النبي يوسف
للنبي يوسف ولدان: فتاة تدعى منسا ولدت في السنة الخامسة من سنوات الوفرة، وقد اشتق النبي يوسف اسمها من النسيان؛ لإنها عندما ولدت نسي كل همومه وآلامه، وصبياً يدعى أفراهيم. وكلا ابني يوسف هذين من زوجته الأولى أسينات.

### سجن زاويرا
وهو سجن يقع على سفح تلة مليئة بالأحجار الصلبة، والتي يتم تشغيل المساجين في قلعها كل يوم.
السجّانون
الشخصيات التي تمثل كادر هذا السجن متمثلون بالشخصيات الآتية:
كيدامين
الممثل (برويز فلاحي بور)؛ مؤدي الصوت (طه العبد)
وهو قائد سجن زاويرا، وهو من أعز أصدقاء رودامون، وقد أوصاه الأخير بالعناية والاهتمام بالنبي يوسف عندما وضع في السجن، فنفذ ذلك. وكان دائم المراقبة للنبي يوسف، ويستمع إلى حديثه ومواعظه للسجناء، وقد أحب النبي يوسف كثيراً.
مساعد كيدامين
الممثل (سيروس اسنقي)؛ مؤدي الصوت (سامي ضاهر)
لم يُذكر اسمه ولكنه مساعد كيدامين، وهو من يستقبل السجناء الجدد من الذين يقبضون عليهم ويزج بهم في السجن. وقد تعلق كثيراً بالنبي يوسف لدرجة إنه تمنى أن يبقى في السجن أو يذهب هو إليه لكي لا يفارقه من شدة حبه وتعلقه به كسائر السجانون والحراس، الذين اتخذونه مساعداً لهم في تنظيف السجن والعناية بالسجناء وإصلاح أحوالهم.
سجناء زاويرا
وهم مجموعة من الرجال الذين تم سجنهم في سجن زاويرا، ولم يذكر أسمائهم عدى سجينين هما: «بنتو» الذي مثل دوره الممثل منوتشهر بهروج، و«أزموت» الذي كان معماراً في السابق، وشيد العديد من المباني. كان هؤلاء السجناء مشركين بالله، إذ إنهم يعبدون آمون، كبير آلهة مصر. هؤلاء السجناء كانوا تحت رحمة نينفر كيبتا، لكن تخلصوا من شَرِهِ فور دخول النبي يوسف السجن معهم، فعندما رآه يوسف يضرب بنتو بوحشية، وأثخن جسمه بالجراحات، وكاد أن يقتله من شدة الضرب، طلب من حراس السجن التدخل، لكنهم كانوا لا يكترثون لذلك، بل إن أحد الحراس خاطب النبي يوسف متهكماً وقال: كلنا سنموت في النهاية بطريقة ما. بعد ذلك تدخل النبي يوسف، وأوقف نينيفر كيبتا، لكن عندما فعل ذلك أتى كيدامين، وأمر بجلدهما بالسياط، ولإن نينيفر كيبتا بدأ بالشجار فله 100 ضربة مقابل 50 ليوسف، ثم أمر بزج نينيفر كيبتا في الحبس المنفرد، وأمر بتطبيق القانون، ومعاقبة كل من يتسبب بالشجار، وهكذا تخلص السجناء من شر نينفر كيبتا، ونجا بنتو بحياته بفضل النبي يوسف. وهكذا بدأ السجناء بالتعلق وحب النبي يوسف؛ لإنه دائماً ما يساعدهم، ويعِظهم، وينصحهم، ويقضي حوائجهم، ويفضلهم على نفسه. عندما كان نيمي سابو وسائر خدم قصر بوتيفار يقومون بإرسال الطعام، والثياب إليه، كان يقوم بتوزيعها على السجناء، ولا يأخذ منها سوى الشيء القليل. كان هؤلاء السجناء يعيشون في السجن وسط قذارة كبيرة، لدرجة إن الفئران كانت تتجول بحرية بينهم، وعندما سألهم النبي يوسف: أخبروني كيف تعيشون في مثل هكذا مكان؟ أجابوه متهكمين: لو نظفناها فلن نستيطع تركها وضحكوا، لكن النبي يوسف قال لهم إن بقائهم في السجن لا يعني تحمل هذه القذارة، فحتى حياتهم في هذه الدنيا مؤقتة، فأثرت فيهم موعظة النبي يوسف وبدأوا بتنظيف السجن معه وأصبح نظيفاً، بل إنهم بعد سنوات بدأوا بتربية الورود والعناية بها. هؤلاء السجناء عندما يذهبون إلى مقالع الحجارة، كانوا يسألون النبي يوسف متذمرين: لماذا لا تقوم الآلهة بفعل شيء لإنقاذنا من حالتنا هذه؟ وذلك لإن الكثير منهم زج بهم في السجن ظلماً، ومن ضمنهم رجل عجوز (كان النبي يوسف عندما يراه، يتذكر والده النبي يعقوب، ويبكي شوقاً له) دخل السجن لإنه حاول الدفاع عن ابنته عندما أراد الكهنة الاعتداء عليها جنسياً بحجة كونها زوجة لآمون، فأجابهم النبي يوسف: أنا لا أعتبر آمون مقصراً، المقصرون هم أنتم، لإنكم تتوقعون النجاة من حجر بلا حياة. فقالوا له: ولكننا لا نعرف إلهاً غير آمون، ورع، وإيزيس، فحدثهم يوسف عن ربه الله الواحد الأحد. حينها سأله السجناء إن كان الله يفعل مثل ما يفعل آمون، وكهنته من قبيح الأفعال؟ فأجابهم يوسف: إن ربي لا يفعل أي من هذه الأفعال بل يستقبحها. عندما بُعِثَ النبي يوسف بالنبوة والرسالة إلى أهل مصر، كان في السجن، وأول من آمن بنبوته، ورسالته، والإيمان بالله، ونبذ عبادة آمون، هم هؤلاء المساجين، فأصبحوا جميعهم ما خلا نينيفر كيبتا موحدين ومؤمنين. وعندما خرج يوسف من السجن بعد ثماني سنوات قضاها معهم، شَعرَ السجناء بالحزن الشديد، وبكوا لفراق النبي يوسف من شدة حبهم له، فقد أنساهم وجوده بُعدهم عن ديارهم، لكن النبي يوسف قال لهم: إن الله معكم، وودعهم، وغادر السجن. وأصبح مستشاراً لحاكم مصر، حينها أصدر فرمان حكومي بالعفو عنهم، فقد شفع لهم يوسف عند حاكم مصر. بعد خروج السجناء، لحقوا جميعهم بالنبي يوسف، حينها حَسنَ بيناروس من هيئتهم، فحلق شعر رأسهم ولحيتهم الطويلة، وألبسهم أحسن الثياب. بعد ذلك اتخذهم النبي يوسف عوناً له في مهمته في إنقاذ مصر من القحط، فأصبحوا مستشارين ووكلاء لحكومة يوسف وأداروا مخازن الحنطة في كافة أنحاء مصر. وتفقدوا في زمان الوفرة كافة حقول الحنطة، واستلموا الحنطة المدخرة من المزارعين، وقاموا بجباية الضرائب منهم. أما في زمان القحط فقد عين النبي يوسف اثنين منهم ليقوموا بتوزيع الحنطة المدخرة للناس في كل شهر، وهما: الرجل العجوز، وبنتو، الذي قتل في أحد أيام توزيع الحنطة من قبل جيش باديامون، الذين أغاروا على الحنطة؛ لينتقموا من حكومة مصر لإعلانها التوحيد ديناً رسمياً لمصر، وتجريم عبادة آمون.

### آخرون
من الشخصيات الأخرى التي تسكن في مصر وظهرت في هذا المسلسل الشخصيات الآتية:
النِّسْوَةِ اللَّاتِي قَطَّعْنَ أَيْدِيَهُنَّ
وهن مجموعة من نسوة أشراف مصر، من بينهن زوجة الكاهن باديامون، والتي تدعى «ميريتاتن» والتي مثلت دورها الممثلة بانته مهدي نيا. هؤلاء النسوة هن صاحبات فواحش، لكنهن عيرن زليخا بمحاولتها خيانة زوجها بوتيفار مع يوسف. وبعد انتشار خبر هذه الفضيحة في كافة أنحاء مصر، استدعت زليخا نسوة أشراف مصر لحفل ضيافة وناولت كل واحدة منهن بفاكهة الأترج ومعها سكينة قاطعة، ثم أمرت يوسف أن يدخل عليهم حاملاً سلة فواكه. وعندما نظرت إليه النسوة، دُهشن من شدة جمال يوسف لدرجة إنهن لم يحسسن بأنفسهم وهن يقطعن أيديهم نتيجة تشتت ذهنهن، وأرادت زليخا من ضيافتها هذه أن تبرهن إن هذا الفتى الذي سلب اللب من عقولهن، يستحق أن تتحمل فيه وزر خطيئها، فوافقنها النسوة على ذلك. وبدأن بأمر من زليخا، بإغواء يوسف، لكنه كان يردهن خائبات، إلى أن عرضن على زليخا أن تقوم بسجنه، وحينها سينفذ رغباتها، فطلبت زليخا من زوجها بوتيفار بأن تزج به في السجن، فنفذ ذلك، فدخل يوسف إلى سجن زاويرا. عندما أول يوسف رؤيا حاكم مصر، طلب الحاكم إخراجه من السجن، وطلب رؤيته، لكن يوسف اشترط أن يَسأل عن حال النسوة اللاتي قطعن أيديهن لكي يخرج من السجن لإنه طلب رفع التهم الباطلة عنه، ولإنه لا يريد لحاكم مصر أن يتعامل مع من يُتهم بخيانة أسياده. فأحظر الحاكم النسوة ومعهن زليخا، وطلب منهن أن يخبرنه بالحقيقة ومن هو المذنب؟ فاعترفن جميعاً بما فيهن زليخا بذنهبن، وإنهن من أغوين يوسف، لكنه كان يردهن خائبات. وبعد اعترافهن زج بهن الحاكم في السجن، لكنهن خرجن جميعاً من السجن بشفاعة من يوسف، الذي بعد خروجه من السجن وتأويله لرؤيا حاكم مصر طلب منه أن يخبره بجميع طلباته لينفذها، فطلب طلبين: الأول الإفراج عن جميع سجناء زاويرا، والطلب الثاني إخراج زليخا وجميع النسوة اللاتي قطعن أيديهن، وقام الحاكم بترك الأمر ليوسف -الذي أصبح مستشاراً له- فقام يوسف بإصدار فرمانين: الأول عن إفراج سجناء زاويرا، والثاني الإفراج عن النسوة، فخرجن من السجن جميعاً.
ستينيه
وهي ابنة عم زليخا، ووالدة الطفل الرضيع الذي شهد على براءة النبي يوسف. وهي تسكن في مدينة منفس، وقد جاءت مع ابنها الرضيع إلى طيبة للقاء زليخا، وقد تزامنت فترة زيارتها مع حادثة محاولة زليخا إغواء يوسف لممارسة الفاحشة معها.
كيسين
وهو ابن ستينيه [ابنة عمة زليخا] وهو طفل رضيع في الشهر السادس من العمر. نطق بمعجزة إلهية، وشهد على براءة النبي يوسف من تهمة زليخا له بإن راودها عن نفسها، حيث قال: أمتثل لأوامر الله الواحد وأردد كلماته، إِنْ كَانَ قَمِيصُهُ قُدَّ مِنْ قُبُلٍ فَصَدَقَتْ وَهُوَ مِنَ الْكَاذِبِينَ، وإن كان قميصه قُدَ من دُبُراً فصَدقَ وهي من الكاذبين. حينها نظر بوتيفار لقميص يوسف وكان ممزقاً من الخلف، وهكذا تأكدت له براءة يوسف، وعرف إن زليخا هي المذنبة.
سينوهيه
الممثل مهرداد فلاحتغار
وهو طبيب مخضرم وله دراية بأمراض المخ، والجمجمة، ويعمل كطبيب خاص في قصر الحاكم. ويتم استدعائه لمداواة المرضى والمصابين خارج القصر أيضاً، مثل حالة كل من: بوتيفار، وهونيفر.
اللصان المشردان
وهما رجلان شابان مشردان. كانا ينقلان أخباراً عن يوسف، والأماكن التي يقصدها؛ ليخبرا زليخا، طمعاً بالحصول على جوائز منها.
خادمة أسينات
وهي التي ترافق السيدة أسينات دائماً، وتقوم بخدمتها وتنفيذ أوامرها.

## شخصيات أخرى
الخضر
الممثل (محمد قاسم بورستار)
وهو شخصية الخضر(2)، الذي لا يزال على قيد الحياة إلى يومنا هذا. ظهر في المسلسل لأول مرة في قعر البئر، التي أُلقيَ بها النبي يوسف من قبل إخوته، وقد أخبر يوسف بإنه ينتظره منذ 1200 عام.
الراوي
وهو من يقوم بالسرد الروائي للمسلسل. وقد ظهر صوته في ثلاث حلقات: هي أول حلقتين، بالإضافة إلى الحلقة الخامسة والثلاثين.

## حواش
- 1: حسب أساطير المصريين، آمون إنتصر على إله مصر السابق بمبارزة بالرعد قبل 3000 سنة، فأصبح هو إله مصر الجديد.
- 2: في الدبلجة العربية لم يُذكر من يكون، أي لم يُذكر كونه هو الخضر.

## الملاحظات
1. ↑  وقد تحقق هذا الوعد في زمان القحط، إذ عندما حل القحط، قام جميع أثرياء مصر بإعتاق كل عبيدهم. لإنهم أصبحوا غير قادرين على إعالتهم نتيجة القحط، ثم بعد ذلك أنفقوا جميع أموالهم أيضاً في شراء الحنطة، فأصبح جميع الناس سواسية في مصر، بعدها قام الناس بوهب حكومة مصر جميع ثرواتهم من المجوهرات، والذهب، والفضة، والغنم، والبقر. فأصبحت ممتلكاتهم هذه ملكاً لحكومة مصر المتمثلة بعزيزها النبي يوسف، وفي نهاية المطاف باع الناس أنفسهم كعبيد لحكومة مصر لشراء الحنطة، وهكذا أصبحوا جميعهم عبيداً ليوسف، وقام النبي يوسف لاحقاً بإعتاق جميع العبيد، ما خلا من كان منهم من الأثرياء الذين تسلطوا على رقاب الناس، فأبقاهم عبيداً بل أصبحوا هم عبيداً لمن كانوا في السابق عبيداً لهم؛ وهكذا انقلبت الموازين في مصر، فأصبح أشراف الناس أذلاء، وأصبح العبيد أحراراً يملكون أزمة نفوسهم
2. ↑  لفظ اسمه هو پوتيفار
3. ↑  لفظ اسمه هو بِنگيه
4. ↑  سبب المحاكمة هو إنه شاع عند الناس، إن آمون نطق، وبالتالي هو إلهاً حي وليس تمثالاً، فأراد أخناتون بأن يعلم الحقيقة من الكهنة
5. ↑  لفظ اسمه هورنهوپ
6. ↑  لفظ اسمه هو أپوپيس
7. ↑  لفظ اسمه هو أپوكي